# Талыши

Талыши-горцы. Литография XVIII века

Талыши́ (тал. تالشان / tolyšon / толышон) — иранский народ, коренной народ Закавказья и Талыша (Талышистана), региона вдоль юго-западного побережья Каспийского моря, разделённого между современными Азербайджаном и Ираном. Большинство талышей проживают в северном (азербайджанском) Талыше, меньшинство — в южной (иранской) части региона.
По некоторым оценкам, общая численность талышей во всём мире составляет от 759 тыс. до 1 млн 500 тыс. человек.
Талышский язык относится к северо-западной группе иранской ветви индоевропейской языковой семьи.
Большинство талышей исповедуют ислам шиитского толка, однако талыши южного (иранского) Талыша, в отличие от северной (азербайджанской) части, как правило мусульмане-сунниты, последователи ордена Накшбандия.

## Этноним
Происхождение этнонима «талыш» остаётся невыясненным. Некоторые исследователи предполагают, что его возникновение является весьма древним, предшествуя миграции иранских народов в область юго-западных берегов Каспийского моря.
В древности на территории Мидии и Кавказа жили племена телюмаи и талы. И те, и другие проживали как в Атропатане и Кавказской Албании, так и на юге и севере их границы. Соответствие этнонимов талов и телюмаев с талышами указывает на древность этнонима тало-талышей.
Этноним известен из средневековых арабских источников — в частности, встречается у арабского историка аль-Табари (839—923 гг.), обозначавшего талышей как ал-тайласан. Историк писал: «В горах вокруг Азербайджана (имеется в виду Атропатена) жили такие народы, как гелы и ал-тайласан, которые не подчинились арабам и были свободны и независимы».
Арабский автор Аль-Асма (740—828/833 г. г) также сообщает о персидском слове Талишан. Другой арабский автор, историк и географ Йакут Аль-Хамави (1178/1180—1229 гг.), в своём труде «Алфавитный перечень стран», указывает: «ТАЙЛАСАН — арабизированная форма персидского названия Талишан. Это обширная область, в которой много городов и жителей. Она расположена между Дейлемом и [страной] хазар».
Исследования последних лет говорят об однородности этнонимов «талыш» и «кадус» на основе схожести их суффиксальных форм. В своё время основатель «нового учения о языке» (яфетической теории) Н. Я. Марр термин «талыш» связывал с названием племени «далеев» (Dalaa), основу которого составляет префикс dal-.
Талыши непосредственно связанны с Дейламитами; средневековые авторы использовали эти этнонимы как синонимы: «…источник XIV в. говорит об ограблении монголами Талыша, а скрывавшееся в лесах местное население называет „дейламитами“ (Хафиз Абру 2007: 35). Выходит, что, как и Рашид ад-Дин, другой источник — Хафиз Абру — не делает разницы между дейламитами и талышами, что, вероятно, говорит о том, что уже в начале XIV века эти два этнонима выступали почти как синонимы. Область называлась «Талыш», а население её — то одним, то другим этнонимом. Фактически, как была отмечено, в период XVI—XVIII вв. название „дейламиты“ и страна Дейлам полностью исчезают (за редким исключением) из источников, а взамен утверждаются названия области Талыш и её населения — талышей. В целом, наименование „дейламиты“ (как жители горных теснин) вытесняется упоминаниями талышей, живущих и на равнине, и в горных районах Талышского хребта».
Ахмед Кесрави отмечает, что в древних греческих, римских и армянских источниках, где перечисляются народы, населявшие Иран, никто не упоминает талышей, ставших известными лишь после работ арабских авторов (тилесан), и пытается проследить изменение этнонима кадус в талуш и далее в талеш.
Нет сомнения в том, что этноним кадус является искажением слова галуш (л~г), которым обозначалась часть талышей на территории Иранского Азербайджана, поэтому, как полагали Ахмед Кесреви Тебризи и позже Мохаммед Джават Машкур, [538; 540], следует считать, что кадусы являются предками современных талышей (местное произношение — толуш). Следует учесть, что там, где античным автором засвидетельствованы кадусы и гелы, арабские авторы помещают талышей (ат тайласан) [см. 10, 16]. Вероятно, античные свидетели этноним «голуш» писали как «кадус» (из-за отсутствия звука «ш» в древнегреческом языке) и так эта форма перешла в сочинения последующих авторов. Отметим, что до сих пор гилянцы (древние гелы) и талыши (древние кадусы) живут в соседстве, в некоторых местах смешанно. В талышской зоне в прошлом было отмечено село Гилекаран «село гиляков-гелов» (ныне — Шиакеран). Часть современных талышей живёт на территории Иранского Азербайджана и в Гиляне и их язык, как будет отмечено ниже, назывался «языком азери».
Этнические названия народов этой местности имеют в своём составе, как правило, ло: талыши (то-лош), голоши (го-ло-ш), лахиджи (ло-hо-джо).
У талышей и гилянцев имеется субэтническая группа с одним и тем же названием — галеши: «Таким образом, помимо талышских галешей, не занимающихся овцеводством и живущих на равнине скотоводов, есть и гилякоговорящие галеши, в отличие от гиляков живущие в горах, не называющие себя „гиляками“, но и не относящие себя к талышам». Слово галеш возводят к древнеиранскому *gāwa-raxša-(ka), то есть «защитник коров».
Как указывал академик Н. Марр: «Нельзя разлучать анализъ Таl-əш и съ исторiею термина Gаl-əш, названiя гилянцевъ (gil-an)».
Устаревшие русскоязычные названия народа — талышинцы и талышины.

## История
История талышей изучена крайне скудно.

### Происхождение
Кадусии — иранское племя, жившее между Каспийским и Чёрным морями — считаются некоторыми авторами предками талышей. Между тем, по свидетельству античных авторов кадусии это тот же народ, что и более поздние гелы — ныне современные гилянцы. Известны отдельные имена кадусиев, все они иранские.
Некоторыми авторами древний народ каспиев, проживавший на юго-западном берегу Каспийского моря, считается «древними предками талышей».
Также в литературе указывается на мидян, как на народ, от которого можно проследить происхождение талышей и их языка.
Территория, населённая талышами, в древности входила в состав Мидии (а впоследствии — Атропатены). Исследователи предполагают, что племена каспии, кадусии, гелы, телюмаи, талаи участвовали в этногенезе талышей. Следовательно, под гелами надо понимать талышей родственных курдам. Средние века вся территория каспиев оказалась освоенной талышами, потомками гелов, и татами, потомками античных тапуров.
Этногенез талышей является результатом смешения местного автохтонного субстрата кадусиев с мидийцами. Кадусии не были ираноязычным племенем и, по всей видимости, представляли одно из хурритских племён либо какую-то другую очень близкую к хурритам народность кура-араксинской культуры, часто объединяемым под общим названием «каспии». Ираноязычность талыши приобрели уже непосредственно от мидян. В связи с географической изоляцией и ярко выраженной эндогамией, талышей, в отличие от прочего автохтонного населения Азербайджана, не затронула огузская тюркизация. Происхождение ираноязычных народов на Кавказе имеет разную природу. Это и пришедшие с севера потомки древних кочевых ираноязычных племён (киммерийцы, скифы, сарматы, аланы), и более поздняя арийско-персидская волна (преимущественно при Сасанидах), мигрировала из Ирана и Анатолии. Есть ещё одна особая группа — это древний осколок ираноязычных мидийцев, смешавшихся с хурритами-кадусиями — талыши. По другим данным, талышский язык является осколком древнего азербайджанского языка иранской группы, каковым он был до тюркизации народа Азербайджана.
Аль-Табари идентифицировал тайласанов вместе с гелами. Если гелы — это сегодняшние гилянцы, то вполне логично считать кадусиев родоначальниками современных талышей, поскольку в указанном регионе, окружённом с одной стороны морем, а с другой — Талышскими горами, крупных этнических миграций не было. В регион не вошли ни арабы во время быстрого рейда на Дагестан, ни дикие полчища Центральной Азии, которые неоднократно вторгались в Иран и Восточную Европу. Территориальная изоляция от остального мира также предопределила культурную изоляцию, способствовавшую созданию особого «геоэтнического заповедника». О. Л. Вильчевский называет талышей «обыранившимися аборигенами южного побережья Каспийского моря».
Название «кадусии» (перс. кадусиан) в конце эпохи Сасанидов сменилось на название «талисан», что некоторые считают арабизированной формой персидского слова «талешан», то есть талыши.
В своих работах иранист Г. Асатрян приходит к выводу, что этнонимы талыш и кадус идентичны, на основе сходства суффиксальных форм. Этноним «кадиш», встречающийся в армянской средневекой истриографии, судя по всему, является отражением имени кадусиев у античных авторов. В «Ашхарацуйце» это племенное название засвидетельствовано в форме «кадшок» в описании юго-западных округов Каспийского моря. А в «Истории Армении» V века Лазаря Парпеци говорится о войске кадишей. Соотнося древнюю форму кадиш и талыш Г. Асатрян предполагает, что слово «талыш» было естественным образом изменённой формой слова «кадус», хотя вполне возможно, что слово «кадус» является эллинизированной формой этнонима талыш.
Некоторые возводят происхождение талышского народа к иранцам и индоевропейцам. В особенности потому, что талышский язык принадлежит к северо-западной иранской языковой группе, сохраняя в себе много общего с авестийским, древнеперсидским и среднеперсидским языками.

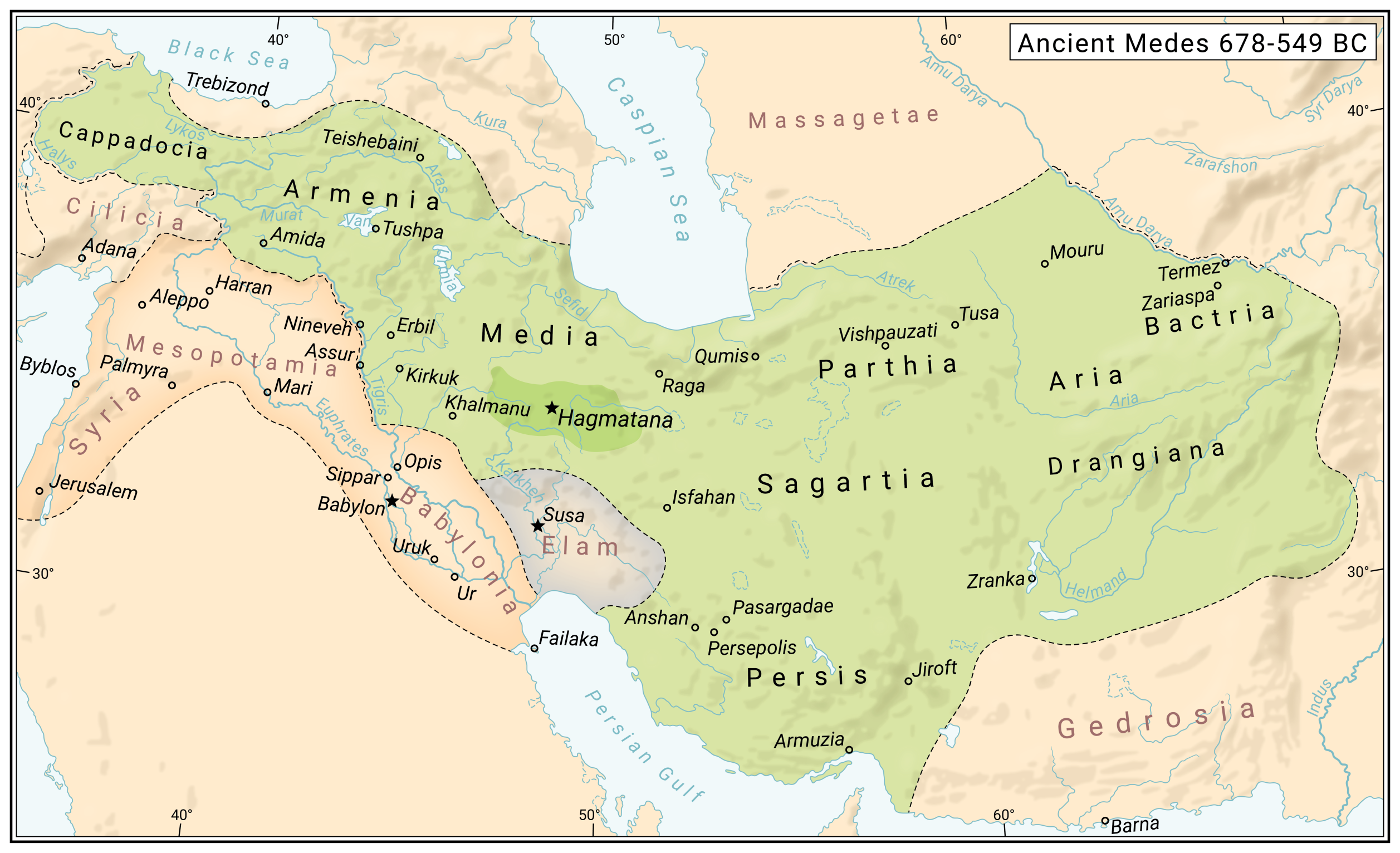
Мидийское царство в период наибольшей территориальной экспансии (выделено зелёным)
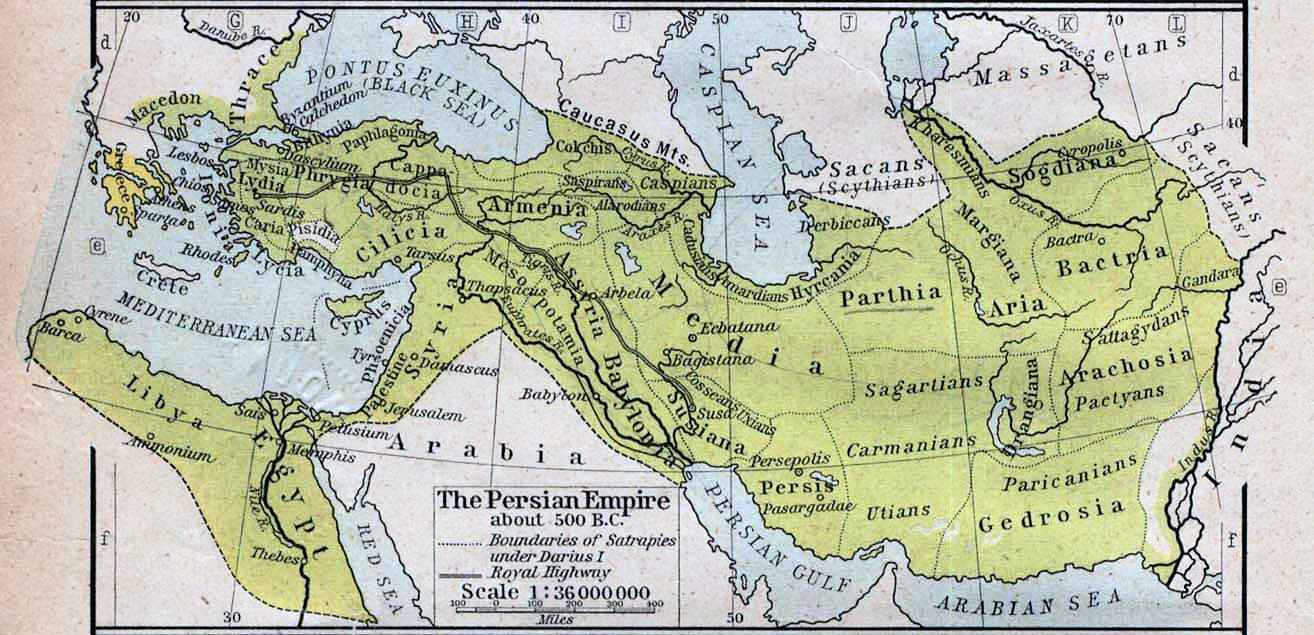
Империя Ахеменидов в ок. 500 г. до н.э. (William Robert Shepherd, 1923). Кадусии и каспии изображены на севере империи

### Античность и Средневековье

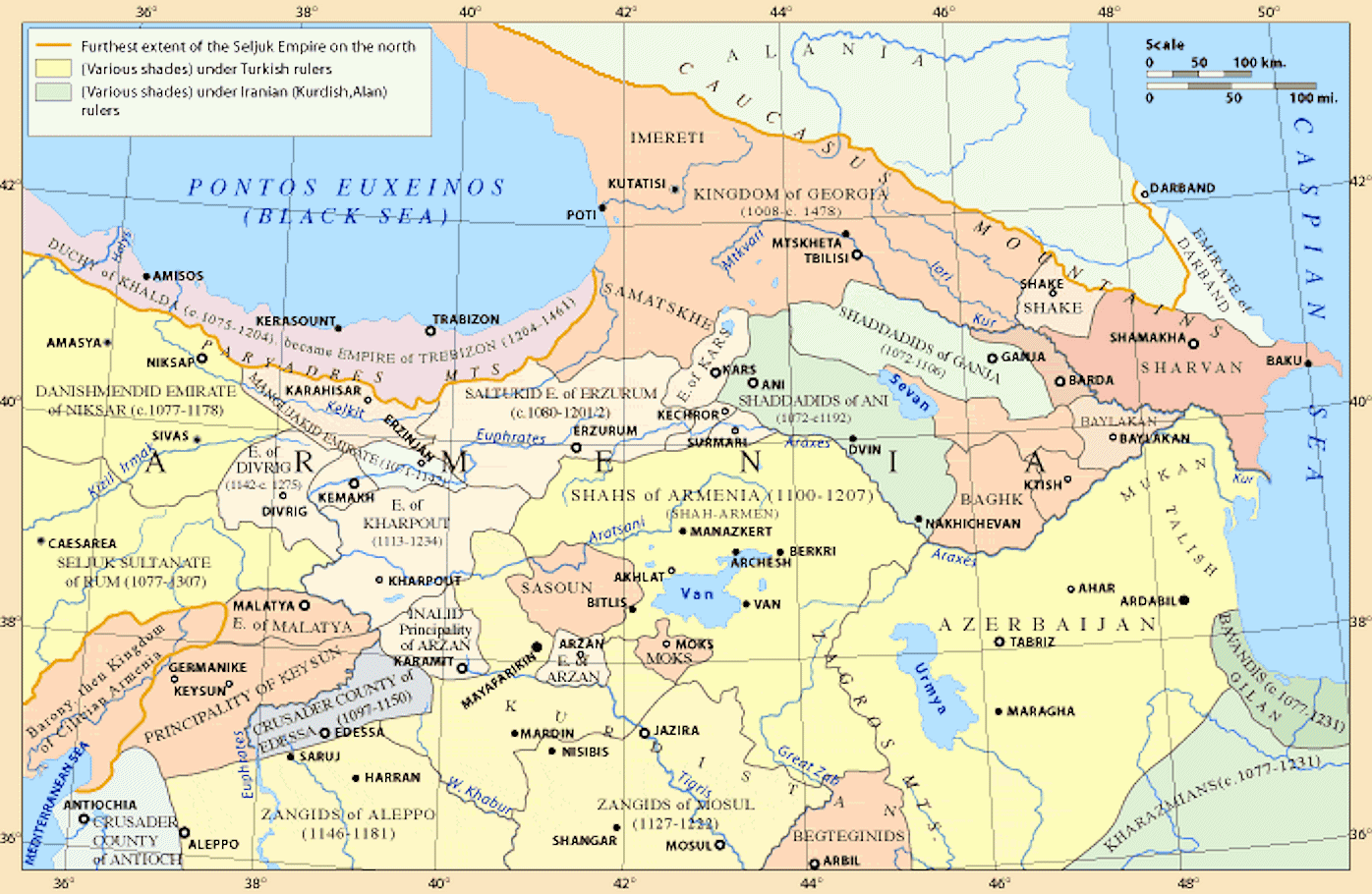
Закавказье в XI веке

К началу VI века до н. э. бо́льшая часть современного Талыша (Талышистана) входила в Персидскую империю. В 334—331 годах до н. э. произошло её завоевание войсками Александра Македонского, вследствие чего она стала частью греческой провинции Мидии Атропатены. Территория была возвращена персами себе обратно во II веке до н. э.
В 641 году талыши попали под власть арабов в начале их мусульманских завоеваний, которые навязывали им ислам. Впоследствии талыши были под властью династий, которые наследовали арабам в Иране.
В XIII веке земли талышей были опустошены монгольским завоеванием, а в XIV веке Талыш оккупировала армия Тамерлана. Эти последовательные вторжения разорили и ослабили талышей, вследствие чего в 1592 году Персия восстановила свою власть над регионом. В период правления сефевидского шаха Персии Аббаса I талышам был навязан ислам шиитского толка.

### Сефевидский Талыш

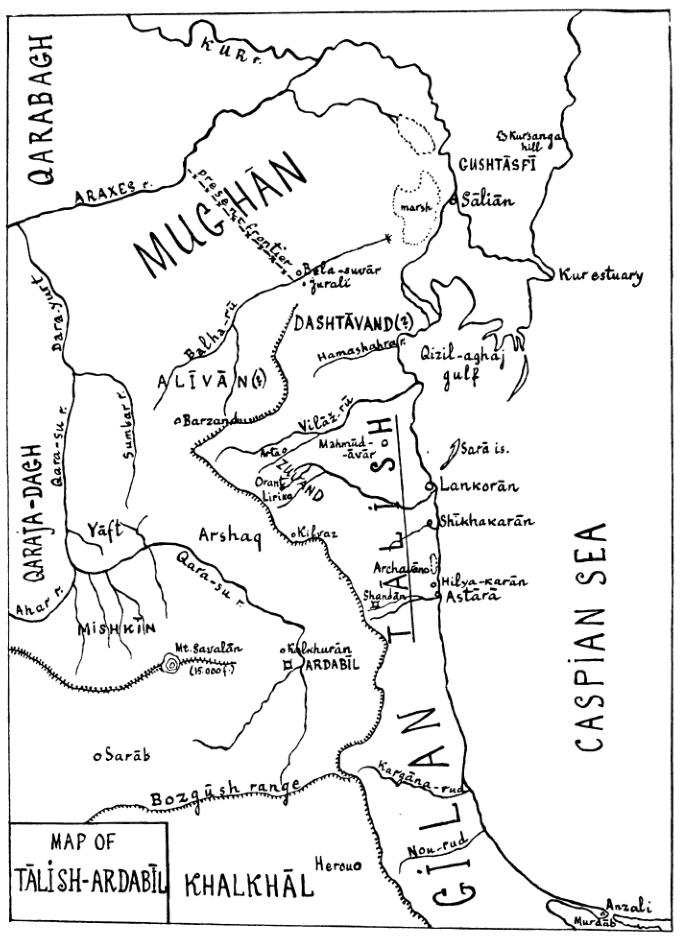
Карта территории талышей в работах Минорского В. Ф.

Во второй половине XV века наследственные владетели Талыша (Талышистана) оказали поддержку Сефевидам во время войн кызылбашей с ширваншахами и султанами Ак-Коюнлу, поэтому талыши были включены в состав объединения кызылбашских племён. Талыши были единственной ираноязычной и некочевой народностью в составе кызылбашей, числясь, в соответствии с кочевыми традициями, особым «племенем». Главнейшей обязанностью талышей в Сефевидскую эпоху было поддержание партизанских сил для защиты интересов шахов на Каспийском побережье. Позже часть кызылбашских талышей вошла в состав шахсевенов, среди которых племя Талыш-Микаилли составило 600 семейств. Ещё в XIX веке в Джеватском уезде жила племенная общность, именовавшаяся «талыш» численность 63 семейств. В Сефевидской империи большинство правителей талышских территорий сознательно поощряли распространение и внедрение в местную среду азербайджанского языка, который был господствующим во многих областях государства. Влиятельные круги талышей оказывали мощную поддержку его распространению. Это привело к тому, что и в Талыше азербайджанский язык стал господствующим, и всё обучение и разговор жителей вёлся на нём.
Населённый гилянцами и талышами Гилян до конца XVI века был экономически, политически и этнически мало связан с внутренним Ираном. Талыши по причине того, что были сильны и искусны в стрельбе, защищали большинство гилянских городов. В тот период здесь существовали два ханства: к западу от реки Сефидруд — Бийэ-пас со столицей в Реште, управляемая династией исхакидов; к востоку от реки — Бийэ-пиш со столицей в
Лахиджане, управляемой династией Кийя (или Каркийя). Первое было ликвидировано в 1590 году, второе в 1592 году. Гилянский историк Абд ал-Фаттах Фумени в своей работе «История Гиляна» упоминает про Талышистан Лахиджанской области (то есть населённого талышами района в западной части восточного Гиляна — Бийэ-пиш), где укрылся во время крестьянского восстания в Гиляне в 1629 году видный сановник Бийэ-пиш мулла Али Нами.
В конце XVI века с талышами начали торговать британские купцы, которые открыли Талышу торговые пути к Западу. Вскоре в торговые контакты с талышами вступили также русские и казаки. В 1636 году казаки вторглись в Талышистан и сильно разорили его, прежде чем отступить. В 1722 году войска Петра I отняли Талышистан у Персии и Российская империя контролировала его в течение десяти лет, прежде чем он вернулся назад персам.

### Талышское ханство
В 1747 году потомок династии Сефевидов Сеид Аббас установил независимое Талышское ханство между Персией и Россией. Частые вторжения персов в Талышистан вызывали недовольство среди талышей, вследствие чего они начали питать пророссийские настроения. В 1795 году талышский хан Мир-Мустафа попросил протекции против персов у Российской империи, и в 1802 году Талышистан был объявлен Россией своим протекторатом, что долгие годы впоследствии оспаривалось Персией.
В 1813 году Персия проиграла российским войскам. Это привело к заключению Гюлистанского мирного договора, по которому Персия уступила России северную часть Талышского ханства. Южная часть осталась в составе Персии, что было подтверждено также условиями последующего Туркманчайского договора 1828 года.

### Северный Талыш

#### Российская империя
В XIX веке наблюдалась миграция талышей в сторону севера современного Азербайджана в поисках работы в нефтяной промышленности и рыболовстве. В результате этого с того времени до сих пор сохраняются несколько талышеязычных поселений на Апшеронском полуострове, в частности и в Баку, а также очень значительная талышская община в Сумгаите.
В памяти талышей ещё в конце XIX — начале XX века сохранялись остатки племенного деления.

#### Муганская советская республика
Талыши в 1919 году принимали активное участие в создании Муганской советской республики.

#### Советский период
Талыш был экономически важным регионом для Советского Союза, так как поставлял большое множество продуктов, среди которых были фрукты, овощи, чай, зерно и мясо. Военная база в Ленкорани, расположенная у границы с Ираном, являлась одной из крупнейших на Кавказе.
В ранние советские годы пресса, книгопечатание и школьное образование на талышском языке наслаждались умеренной свободой. Однако в 1930-х годах школы были закрыты, национальные деятели репрессированы отправкой в ГУЛАГ и началось ассимиляционное давление на талышей с исключением национальности «талыш» из официальной статистики.
По мнению исследователей, талышская идентичность и язык в советские времена крайне сильно подавлялись.

##### Первые годы СССР

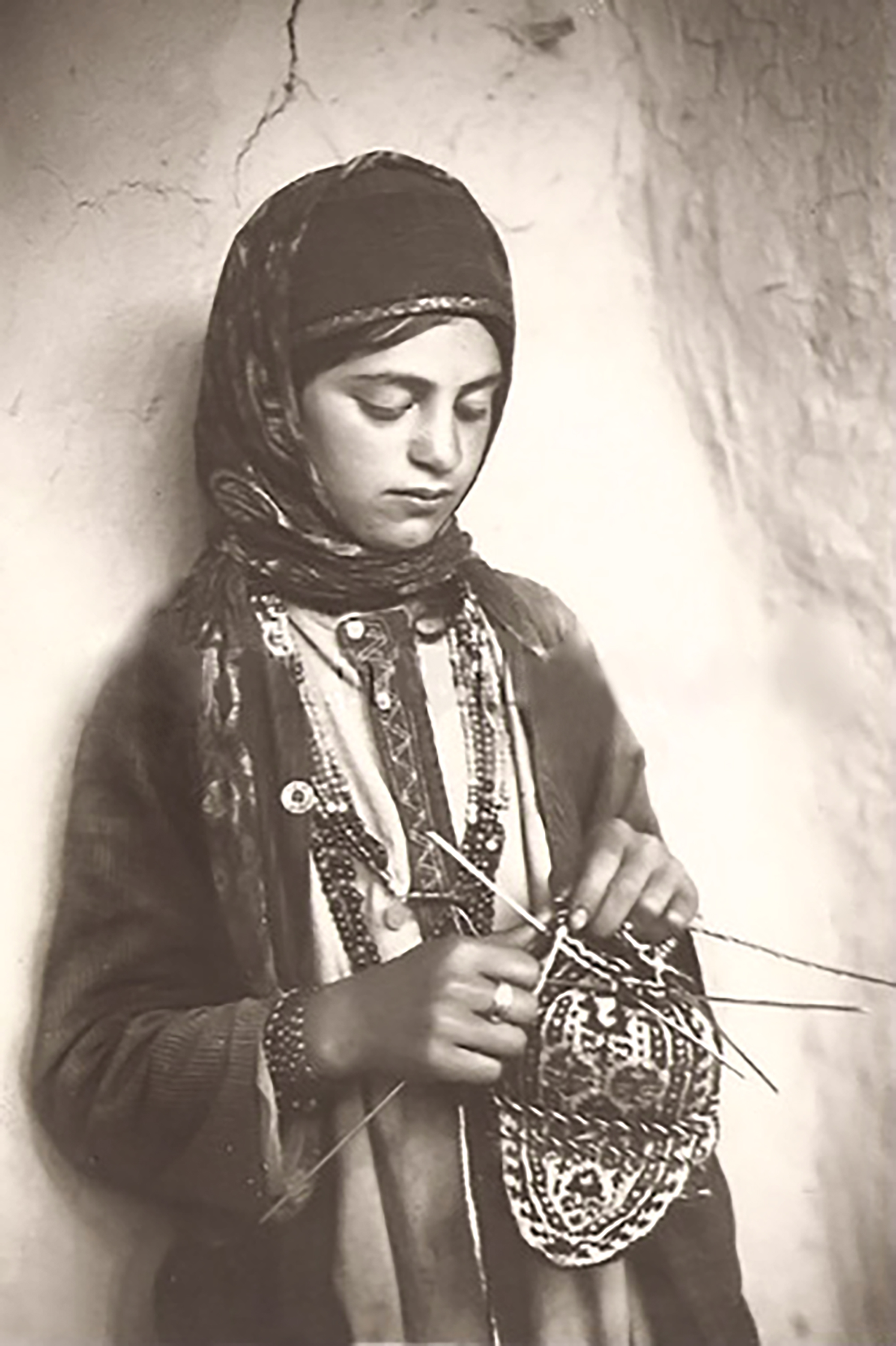
Талышская девушка из села Тулу Астаринского района Азербайджана. 1920-е

После Октябрьской революции талыши полностью перешли к оседлости.
До Октябрьской революции грамотных среди талышей было менее 1 %. В 1923 году был организован комитет по борьбе с неграмотностью во главе с председателем СНК Азербайджанской ССР Газанфаром Мусабековым. В рамках кампании по ликвидации неграмотности в Ленкоранском районе было создано 18 ликбезов. К концу того же года на территории Ленкоранского, Лерикского и Астаринского района уже имелись 24 школы первой ступени (7 в Ленкорани, 7 — в селениях Ленкоранского, 7 — в селения Астаринского, 3 — в селениях Лерикского районов). По переписи 1926 года среди талышей грамотными были 2281 мужчина и 54 женщины. К 1930—1931 годам число школ достигло 40, с общим число учащихся в 3 651 человек. Были предприняты решительные шаги давшие результаты к переводу преподавания на талышский язык.
Согласно азербайджанскому этнографу А. А. Измайловой, длительные историко-культурные связи сказались на том, что началось сближение талышей с азербайджанцами.
Миллер в своём докладе «Предварительный отчёт о поездке в Талыш летом 1925 г.» сообщает, что «сплошь и рядом вы можете встретить талыша, который назовёт себя тюрком (то есть азербайджанцем), а потом окажется, что у себя в доме, в семье, он говорит только по-талышски».
Н. Г. Волкова пишет:

В течение многих веков происходило культурное сближение талышей с азербайджанцами, а также сужение области талышского языка. Народные предания указывают, что талышское население некогда простиралось до Кызыл-Агаджа и ещё в 1830-х годах на талышском языке говорили значительно севернее Ленкорани. Наличие тесных экономических и культурных связей с азербайджанцами, длительные и постоянные инфильтрации последних в пределы Талышии способствовали распространению среди талышей двуязычия, влиянию азербайджанской культуры. Более всего это было заметно в талышских селениях, расположенных на торговых путях, в селениях с крупными базарами, где повсюду слышалась азербайджанская речь. Большое влияние азербайджанцев испытали талыши — жители Ленкорани, хотя и у них в семьях слышалась талышская речь.

Волкова также указывает, что большинство талышей хоть и были двуязычными, но женщины и даже целые группы талышей, особенно в глухих горных местах, и в 1920-х годах не владели азербайджанским языком, причём «многие талыши в этот же период называли себя тюрками, однако дома они говорили по-талышски». С. А. Токарев отмечал, что национальное самосознание у талышей было двойственным: в равнинных местностях существенная часть из них считала себя азербайджанцами, хотя сохраняли талышский язык, в то время как в горах они сознавали свою национальную обособленность.
В первые годы советской власти существовали школы с преподаванием на талышском языке, издавалась газета «Сыа Толыш» и несколько сотен книг на талышском языке. К концу 1930-х годов талышеязычные школы закрыли, а талышская интеллигенция была репрессирована. Последовало исключение талышской самоидентификации из официальной статистики и запись всех талышей как «азербайжанцев».

##### Депортация талышей
8 октября 1938 года было принято Постановление СНК СССР № 1084–269-сс «О переселении иранцев из пограничных районов Азербайджанской ССР в Казахскую ССР», определяющее юридические, финансовые, технические и экономические аспекты данной депортации. На осуществление указанных мероприятий было выделено лишь 3,4 миллиона рублей. Совнаркому Казахской ССР было поручено строительство 1000 двухквартирных домов для размещения мигрантов в течение 1938–1939 годов.
6 ноября 1938 года СНК и ЦК КП (б) Казахстана детализировали меры применяемые к переселенцам, были определены места проживания депортированных в Алма-Атинской и Южно-Казахстанской областях. Талышей расселяли в 12 районах Казахстана.
Политика депортации была направлена на разделение южного и северного Талыша, подрывая этническое и культурное единство талышей. Депортация имели долгосрочные последствия, вынудив талышей покинуть страну, свои традиционные земли и адаптироваться к новым регионам, что в конечном итоге способствовало уничтожению их языка, культуры и социальных связей.

##### Ассимиляционная политика руководства Азербайджанской ССР
В советское время талыши, как и многие другие мусульманские и иранские народы Азербайджанской ССР, были подвергнуты властями усиленной ассимиляции (азербайджанизации/тюркизации).
Согласно переписи 1939 года в Азербайджанской ССР насчитывалось 87 510 талышей. Таким образом, талыши являлись пятой по численности национальностью в Азербайджане (после азербайджанцев, русских, армян и лезгин), будучи одним из самых крупных этнических меньшинств республики. Однако перепись 1959 года насчитала в Азербайджане всего 85 человек талышской национальности. Официальное объяснение властей практически полного «исчезновения» талышей в этой переписи заключалось в том, что «талыши добровольно и массово определяли себя как азербайджанцев» перед переписчиками. В своей книге Криста Гофф показывает, приводя документальные свидетельства, что московское Центральное статистическое управление имело планы включить категорию талышской национальности в перепись 1959 года, но эта категория была исключена в процессе сбора и подготовки отчётности переписи в самом Азербайджане.
Руководство Азербайджанской ССР, по мнению Кристы Гофф, использовало данные переписи населения в советской этнографии, создавая нарратив о «полной и добровольной ассимиляции» талышского народа, и что она произошла «естественным образом с течением времени, а не в результате искусственных манипуляций с меньшинствами и идентификацией». Впоследствии последовало продуцирование большого количества энциклопедического, этнографического, лингвистического, историко-географического и прочего материала, развивавшего и воспроизводившего нарративы, призванные, по словам Гофф, оправдывать национальное «стирание» талышей и укреплять официальный миф об их «добровольной ассимиляции». Советские этнографы, описывающие произошедшее с талышами, акцентировали их общие черты в культуре и быте с азербайджанцами и представляли «ассимиляцию» ираноязычных талышей тюркоязычными азербайджанцами «впечатляющим достижением» советского государства, «этноисторическим прогрессом». Так, например, Большая советская энциклопедия начала гласить, что «в СССР талыши почти слились с азербайджанцами, которым очень близки по материальной и духовной культуре, поэтому не выделены в переписи 1970». По мнению исследователей, «стирание» талышей из переписей, как и некоторых других народов, было одним из основных способов увеличения «титульного» азербайджанского большинства в республике и её гомогенизации.
Эта ассимиляционная политика оказывала большое социальное, политическое и экономическое давление на талышей и на их повседневную жизнь, стимулируя их к «слиянию» с титульной азербайджанской нацией. Так, например, талыши не могли зарегистрироваться как представители талышской национальности в официальных документах, а родители не могли записать своих детей в школы с преподаванием на талышском языке. Некоторые талыши ходатайствовали перед властями о своих правах быть идентифицированными как талыши в государственных документах, но все эти просьбы властями отклонялись до 1989 года. Другие же, не находя иного выхода, принимали азербайджанскую идентификацию, чтобы избежать дискриминации в повседневной жизни, например, при приёме на работу. Криста Гофф также приводит истории талышей, которые признавались, что из-за стигматизации их национальности, отсутствия школ, книг и других ресурсов у талышей Азербайджана, а также отсутствия каких-либо преференций быть талышом, они предпочитали азербайджанскую самоидентификацию и азербайджанский язык, даже боясь, что их дети могут столкнуться с дискриминацией, если будут говорить по-азербайджански с талышским акцентом. Представители талышского народа часто усваивали эти ассимиляционные нарративы о самих себе, которые им рассказывали и которые они находили в энциклопедиях, статьях и прочем печатном материале.
С 1960 по 1989 годы талыши не включались в переписи в качестве отдельной этнической группы, поскольку считались частью азербайджанцев (азербайджанских тюрок).
В своей книге Криста Гофф приводит интервью с талышами: «Во время этих переписей [с 1959 по 1979 год] нас никто не спрашивал ни о нашей национальности, ни о самоидентификации. Счётчики сидели в районной или сельской конторе и заранее заполняли национальный состав населения по приказу сверху. Затем они просили нас заполнять другие строки». Также респонденты делились с Гофф историями о том, как переписчики записывали их в «азербайджанцы», когда они представлялись талышами, и отрицали само существование талышской национальности; кроме того, при сборе информации для переписи работники избегали категорий родного языка и национальности. В ходе подготовки материалов к переписи населения 1970 года некоторые этнографы и картографы в Москве выразили сомнения относительно данных переписей, заявляя, что ответственные за переписи азербайджанские органы искусственно ассимилировали талышей и «представляют свой регион как более этнически однородный, а азербайджанскую нацию более консолидированной», чем в действительности.
Согласно Гофф, чтобы оправдать ассимиляционную политику относительно нетитульных меньшинств, азербайджанские чиновники и учёные с 1950-х годов всё чаще начали говорить про «якобы древнее местное происхождение азербайджанской нации», вписывая меньшинства, в том числе талышей, в её историю. Таким образом, подчёркивая, что талыши и другие народы Азербайджанской ССР «произошли от того же древнего населения», что и азербайджанцы (азербайджанские тюрки), они, по словам Гофф, пытались выдать формирование тюркоцентристского советского азербайджанского народа за «естественный многовековой процесс, а не результат насильственной ассимиляции, как утверждали некоторые меньшинства».
Лишь в 1989 году талышская национальность была возвращена в переписи, сразу насчитав 21 169 талышей.

##### Оттепель и распад СССР
С 1970-х годов талыши всё чаще переселяются из сельской местности в города, урбанизируются. Ярким примером этого является рост численности населения Ленкорани. Начиная с 1980-х годов в город перебралось значительное количество талышей из сёл, что в 2000 году талышское население Ленкорани составило 48 тысяч человек.
После годов усиленной азербайджанизации при советской власти у талышей развивались сепаратистские настроения. В годы перестройки талыши стали ожидать изменениях к лучшему. Тогда у талышей снова появились свои газеты, возникло культурное общество «Авеста». Также была создана «Партия талышского национального возрождения», целью которой было восстановление талышской автономии. В июне 1992 года партия провела Первый съезд и была переименованная в «Талышскую народную партию». Затем, поскольку азербайджанские официальные органы отказывались регистрировать партию под этим именем, она была переименована в «Партию равенства народов Азербайджана». Её главной опорой была интеллигентско-студенческая среда. Эта партия к середине 1993 года насчитывала 5 тысяч членов.
В начале 1980-х годов талыши начали выступать с требованиями бо́льших культурных прав и признания своего статуса как отдельной национальной группы. Во второй половине 1980-х годов талышами предпринимались неоднократные обращения к ЦК КПСС с просьбами о предоставлении автономии, которая могла бы уберечь их от азербайджанизации. Талышский национализм продолжал набирать силу в течение 1980-х годов, и в 1989 году в советской переписи населения талыши теперь были выделены в качестве отдельной этнической группы. С распадом Советского Союза и провозглашением независимого Азербайджана в 1991 году молодое поколение талышей продолжило сопротивляться постоянному ассимиляционному давлению в сторону господствующей азербайджанской культуры.
11 января 1990 года в ходе известных антисоветских волнений в Азербайджане Аликрам Гумматов во главе местного отделения НФА фактически сверг советскую власть в Ленкорани и на протяжении 10 дней возглавлял город, после чего был арестован.

#### Азербайджанская Республика
Согласно независимому исследователю Джеймсу Минахану, распад Советского Союза положил начало национальному возрождению талышей. На 1990-е годы приходится последующее развитие грамотности среди талышей вследствие значимого издания двух талышских газет и комплекта талышских учебников для 1-4 классов.
В период президентства Абульфаза Эльчибея в каждом районе на юге страны функционировали собственные талышские культурные центры. Однако в настоящее время почти все они упразднены.

##### Талыш-Муганская Автономная Республика
После распада СССР лидеры Ленкоранского отделения Народного фронта Азербайджана (НФА) полковник Аликрам Гумматов и поэт Али Насир включили в программу НФА требование о провозглашении Талыш-Муганской Автономной Республики. Политика пришедшего к власти правительства НФА во главе с Абульфазом Эльчибеем, построенная на крайнем азербайджанском национализме и пантюркизме, оттолкнула талышских национальных деятелей. Гумматов порвал с НФА и возглавил движение талышей.
8 июня Гумматов организовал в Ленкорани массовый митинг в поддержку Гусейнова, на котором, в частности, было выдвинуто требование создания в Верховном совете Азербайджана второй палаты — палаты национальностей. В результате конфликта с местными властями, состоявшими из представителей НФА, он с группой своих единомышленников был вынужден бежать в горы. Однако в поддержку Гумматова выступило состоявшее из талышей командование расквартированной в городе воинской части — 704-й бригады (сформированной на базе Гейтапинского батальона, которым в Карабахе командовал Гумматов): офицерский совет части избрал его командиром части. Мало того, 15 июня городской совет сместил прежнего мэра города и назначил на его место Гумматова. Власть фактически перешла к группе талышских офицеров 704-й бригады.
В мае—июне 1993 года в обострившейся военно-политической обстановке Гумматов и его сторонники перешли к решительным действиям и 21 июня объявили об учреждении Талыш-Муганской Автономной Республики. 7 августа этот шаг был одобрен Народным меджлисом, собравшимся в Ленкорани. На меджлисе был принят Конституционный закон и создана комиссия для разработки конституции; создано правительство во главе с премьер-министром Ракифом Ходжаевым, учреждены гимн и флаг (последний включал те же «иранские» цвета, что и общепринятый в талышском национальном движении (красный, белый, зелёный), но отличавшийся от него по рисунку. Гумматов был избран президентом. Но 24 августа восстание талышей было подавлено, их лидеры были взяты под стражу, а «Партия равенства народов Азербайджана» (бывшая «Талышская партия») была распущена.
Фактический глава государства Гейдар Алиев занимал по отношению к автономии двусмысленную позицию, не поддерживая её, но и не выступая открыто против. 10 июля в Баку состоялась встреча Альакрама Гумматова с Гейдаром Алиевым, которая продолжалась четыре часа. По всей видимости, Алиев уговаривал Гумматова отказаться от идеи автономии, обещая за это высокую должность, но ничего не добился. Гумматов со своей стороны требовал от Алиева признания автономии, и также безуспешно.

##### Современность
Согласно исследователю Джеймсу Минахану, разработанные в 1998—99 годах морские нефтяные месторождения обеспечивают экономическую базу талышам для развития их национального движения.
Согласно Большой российской энциклопедии, талыши находятся в процессе ассимиляции. Ряд авторов считают, что в современном Азербайджане талыши подвергаются насильственной ассимиляции.
Сегодня талыши являются этнической группой, у которой наблюдаются самые высокие темпы роста численности в Азербайджане. Определение количества талышей в Азербайджане крайне осложнено сильным подавлением талышской идентичности во времена советского Азербайджана, а частично также стигмой по отношению к людям, публично заявляющим о своей неазербайджанской идентичности в стране, уменьшением использования талышского языка в городской местности и наличием смешанных браков. Несмотря на достаточную маргинализацию талышского национализма в Азербайджане, некоторое количество людей, которых называют «националистами», продолжает борьбу за сохранение и употребление талышского языка и требование гарантии прав для развития талышской культуры.
В настоящее время талышское сообщество Азербайджана угнетено бедностью, безработицей и отсутствием базовой инфраструктуры, как например электричество. По некоторым оценкам, в начале 2000-х более 25 % мужчин-талышей в возрасте от 18 до 40 лет работали в Российской Федерации, Украине и других странах постсоветского пространства за пределами Азербайджана. В связи с отсутствием работы для молодых людей (что заставляет их покидать регион) и частым отсутствием глав семей на заработках в России, заметной проблемой среди талышей Азербайджана стаёт наркомания и вовлечённость в наркоторговлю. По состоянию на 2006 год, на Ленкоранский район приходилась наибольшая часть (64,6 %) потребления героина в Азербайджане.
Талышский народ, разделённый на две части границами, сегодня разделён и самоидентификацией. У этой части талышей не существует чётко выраженного самоощущения в части национальной принадлежности в силу ключевой роли родного языка в самоопределении. Как отмечает в своей работе Джон Клифтон, районы, где, по официальной статистике, доля талышей не превышает 1 процента, на самом деле имеют 15-20 % талышского населения. Тем не менее большинство из них считают себя азербайджанцами, хотя при этом свои талышские корни почти никто не скрывает. В той же работе Джон Клифтон связывает это, в первую очередь, с выходом талышского языка из обихода в местах компактного проживания талышей и азербайджанцев и постепенным переходом на азербайджанский язык в деревнях с почти 100 % талышским населением. Таким образом, процесс сужения распространения талышского языка проходит одновременно с уменьшением использования родного языка и в центральных районах региона, где устойчивое положение талышского языка не подвергалось сомнению ещё 20 лет назад. Талышский язык не имеет официального статуса ни в Иране, ни в Азербайджане.

### Южный Талыш

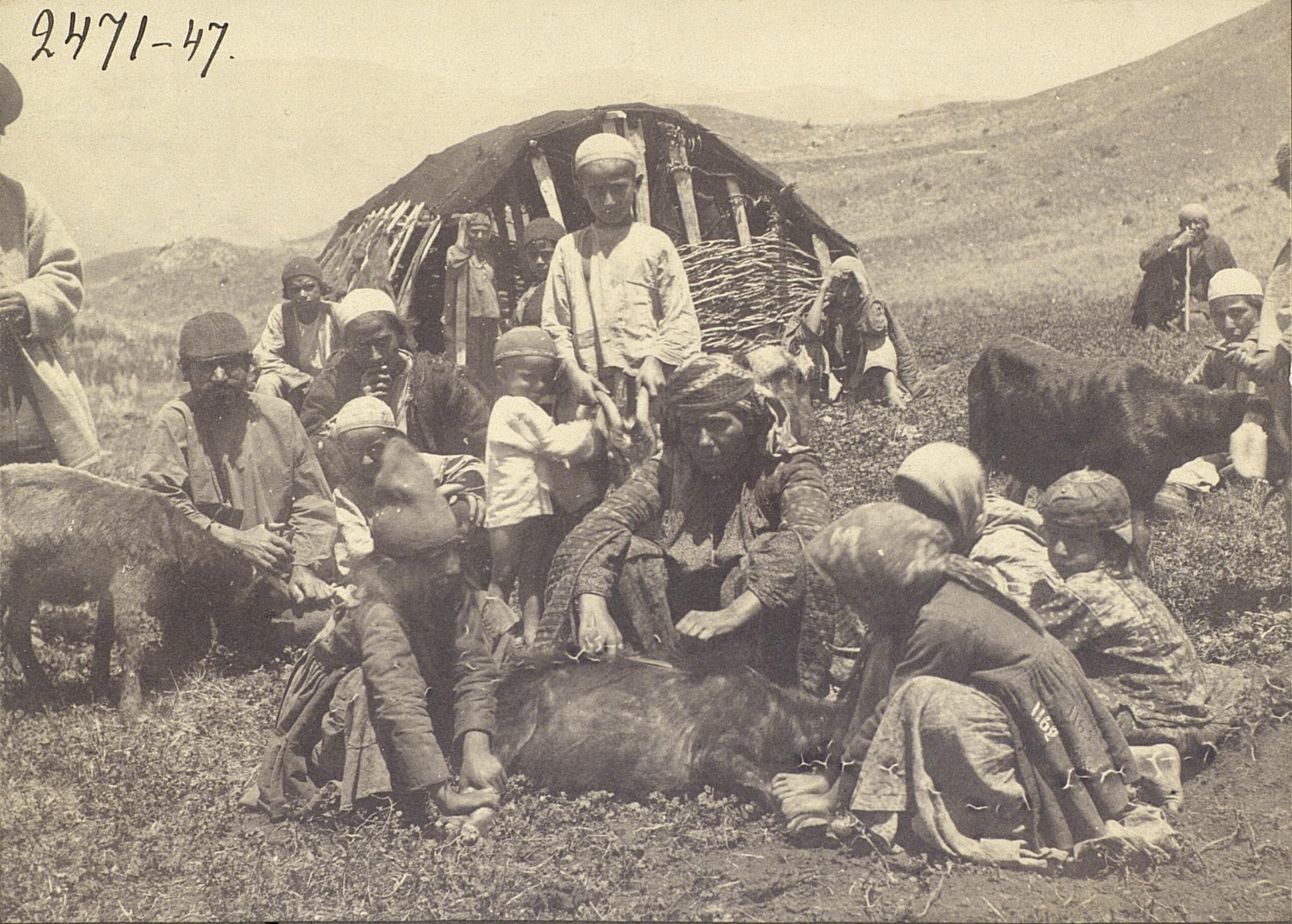
Талыши в Персии на фотографии Антона Севрюгина начала XX века

Оставшаяся под контролем Персии после Туркманчайского договора меньшая южная часть Талышского ханства в настоящее время образует иранскую провинцию Гилян.
В 1916 году ханы гилянской области Асалем, населённой в основном талышами, были тюрками. Население Асалема состояло из 1140 семейств, из них 200 — племя хана, шииты, 100 — пришельцы, и остальные — талыши сунниты.
Талыши в Иране, подобно своим соотечественникам в Азербайджане, также столкнулись с насильственной ассимиляцией. Власти Ирана настаивали на том, что все этнические меньшинства внутри Ирана «способствовали формированию иранских племён», и поэтому якобы в Иране нет отдельных этнических групп, а все они «являются иранцами». Соответственно, талыши не учитывались отдельно в национальных переписях населения. После Исламской революции 1979 года все мусульмане Ирана, включая талышей, считались едиными «иранцами».
До земельной реформы 1960-х годов в астаринском регионе Ирана крупными землевладельцами с сильным влиянием во многих деревнях были ханы Намина, имевшие талышское происхождение, но издавна являвшимися тюркофонами. Регион в настоящее время является наиболее тюркизированной частью иранской талышской зоны.
В 2001 году талыши вышли на мирную акцию протеста на ирано-азербайджанской границе с требованиями к властям Ирана прав пересекать границу без чрезмерного оформления документов.

### Диаспора
Сегодня значительные общины талышей имеются также в Российской Федерации и Республике Армения.
В 2007 году в Нидерландах, куда спасаясь от режимов Азербайджана и Ирана бежали многие талышские лидеры, было сформировано Талышское национальное движение. Оно выступает за создание талышской области в составе Азербайджана и за бо́льшую языковую и культурную свободу для меньшинств в Азербайджане.

## Демография
Согласно Павлу Заблоцкому, непосредственно находившегося в Талышском ханстве в 1836 году, этнический состав населения Талышского ханства был представлен, в основном, коренным населением — талышами, с численностью 30 000 человек.
В историческом очерке по Закавказью отмечается, что население Талышинского ханства с городом Ленкорань состояло приблизительно из 40 тыс. жителей, подавляющее большинство из которых составляли талыши. По карте Кавказского края составленной Генеральным штабом Отдельного Кавказского Корпуса в 1842 году население Талышинского уезда составляет 34 265 человек. По данным Зейдлица, относящимся к 1859—1864 годам, талышей в Ленкоранском уезде было 34 444 человек обоего пола.
По сведениям 1886 года, опубликованным в «Алфавитном списке народов, обитающих в Российской Империи», талыши проживали в южной части Ленкоранского уезда Бакинской губернии численностью 50 510 человек. В дальнейших статистических материалах наблюдается странное явление: количество талышей убывает. По данным первой всероссийской переписи 1897 года по признаку родного языка в Ленкоранском уезде талышей — 35 291 человек. Существенное долевое сокращение талышского населения по сравнению с данными 1886 года не может объясняться естественными демографическими процессами и являются следствием учёта ираноязычных талышей как азербайджанцев («кавказских татар»). После 1886 г. талыши не выселялись и не вымирали. Ясно, что значительная часть талышей, по признаку языка причислена к тюркам. По результатам переписи талыши составляли 1,9 % дореволюционного Азербайджана. По данным Зейдлица талыши составляли половину населения Ленкоранского уезда (43,33 % на 44,20 % татар, то есть азербайджанцев). Однако по данным всероссийской переписи 1897 года в Ленкоранском уезде проживало 84 725 татар (азербайджанцев) и 34 991 талыш.
Изданный в 1914 году Бакинско-Дагестанским Управлением земледелия и госуд. имуществ «Очерк сельского и лесного хозяйства Ленкоранского уезда» определяет количество талышей в уезде — 77 066 душ обоего пола. По данным сельскохозяйственной переписи Азербайджана 1921 г. талышей в селениях того же уезда оказываетется 66 206 человек. Имея в виду, что перепись 1921 года проводилась в неблагоприятных условиях и страдает существенными недостатками (44 селения Ленкоранского уезда остались не описанными, некоторые талышские селения, например Борадигя, записаны как тюркские и прочее), цифру талышского населения 66 206 следует считать ниже действительной. В действительности талышей в Азербайджанском Талыше значительно больше. Б. В. Миллер полагал, что количество талышского населения в Советском Азербайджане составляет приблизительно 80 000 человек[когда?].
Бартольд указывает, что согласно подсчёту 1922 года число талышей на советской территории составило 75 824 человека, а насчёт их расселения он пишет: «места его обитания простираются к северу до Муганской степи, где талыши ведут кочевую жизнь, к югу — ещё примерно километров на пятьдесят южнее русско-персидской границы».
По переписи 1926 года, в СССР проживало 77 323 талыша.
По данным азербайджанского управления народно-хозяйственного учёта (АЗУНХУ), на 5 апреля 1931 года талышей насчитывалось 89 398 человек, но перепись 1939 года зафиксировала в СССР 88 026 талышей.
На основании данных о численности талышей с 1860 по 1926 год, профессор Н. И. Ансеров приходит к следующим выводам:
...трудно сделать какие бы то ни было выводы об естественном движении талышского населения. Но из сопоставления количества талышей и тюрок можно понять на первый взгляд странный характер колебаний численности талышей за последние 50-60 лет. Эти колебания отражают внутренние процессы взаимодействия двух этнических групп, что выразилось в широком распространении среди талышей тюркского языка. Надо думать, что часть талышей, владеющих кроме родного языка еще и тюркским, относилась переписчиками к тюркам. Именно этим обстоятельством надо полагать объясняются колебания в численности талышей и тюрок, но отнюдь они не ставят под вопрос жизнеспособности талышей.
По оценке В. С. Расторгуевой на момент 1991 года в Азербайджане могло проживать более 100 000 талышей.
По данным переписи 1999 года в Азербайджане проживало 76 800 талышей (согласно исследовательнице Хеме Котече, эта цифра являлась «несомненно заниженной»), а согласно переписи 2009 года численность талышского населения в Азербайджане увеличилась до 112 тыс. человек. Перепись 2019 года зафиксировала в Азербайджане 87 600 талышей.
Тиссен сообщает о почти 500 000 этнических талышах в Азербайджане, в том числе около 400 000 талышей в районах Астары, Ленкорани, Лерика, Масаллы и Ярдымлы.
По данным 1949 года в Иране проживало 84 700 талышей, по оценкам на 1972 год их насчитывалось около 70 тыс. человек, а по данным 1983 года около 100 тысяч талышей проживало в Иране. Согласно данным исследователя Хаджатпура (Hajatpour, H.) численность талышей в Иране около 360 000 человек по исследованным областям (Астара, Хаштпар, Резваншахр, Масал, Фуман, Шафт); вместе с другими городами и деревнями общее число в Иране может достигать полумиллиона человек.
С 1960 по 1989 годы талыши не включались в переписи в качестве отдельной этнической группы, поскольку считались частью азербайджанских тюрок, хотя талыши говорят на иранском языке. По некоторым оценкам в 1970 году талышеязычное население Азербайджана возможно составляло около 110 тысяч человек. Вновь они появились в переписи 1989 года, которая насчитала в СССР 21 602 талыша,
из которых 21 169 проживали в Азербайджане.
В настоящее время талыши являются этнической группой, у которой наблюдаются самые высокие темпы роста численности в Азербайджане.

## Расселение
Талыши являются коренным народом региона Талыш (Талышистан). Регион представляет собой узкую прибрежную полосу с плодородной землёй, богатой растительностью и лесистыми горами и служит связующим звеном между юго-востоком Европы и Азией. В настоящее время он разделён между двумя государствами — Азербайджанской Республикой и Исламской Республикой Иран. Самым важным центром талышского народа и его этнической родины, Талыша, является город Ленкорань, большинство населения которого составляют талыши. Талышский регион характеризуется местами субтропическим климатом и лежит на крайнем западном берегу Каспийского моря, простираясь с юга Азербайджана вглубь северо-западных иранских останов Гилян и Ардебиль. Талыш являет собой преимущественно плоские равнины, однако включает в себя Талышские горы, протянувшиеся вдоль азербайджано-иранской границы. В Азербайджане одна часть талышей населяет горные районы с сухим климатом, в то время как другая часть проживает на влажных субтропических прибрежных низменностях, которые, постепенно переходят в сухую Муганскую степь на севере.
Согласно исследованиям западных учёных в работе «Sociolinguistic situation of the Talysh in Azerbaijan» Clifton, John M. and others 2005 года в Азербайджане сообщается, что талыши расселены на юго-востоке страны в пяти районах Астаринском, Ленкоранском, Лерикском, Масаллинском и Ярдымлинском. В этих пяти районах насчитывается более 350 талышских сел и городов. Талыши составляют более 95 % сельского населения в трех самых южных районах: Астаринском, Ленкоранском, Лерикском. В последние годы талыши также обосновались в других частях Азербайджана. Талышей можно найти к югу от реки Кура в Билясуварском, Нефтчалинском и Джалилабадском районах. Большое количество талышей также переехало в городские окрестности столицы Баку. В частности, в городах Бина и Сумгаит наблюдается приток талышей. По вышеуказанной работе численность талышей в Азербайджане определяется примерно в 500 000 человек.
Численность талышей по районам Азербайджана согласно «Sociolinguistic situation of the Talysh in Azerbaijan» Clifton, John M. and others 2005 года:
- Ленкоранский район является крупнейшим по численности населения талышским районом. Общая численность населения составляет 200 344 человек, 90 % из которых являются этнически и лингвистически талышами. Он включает города Ленкорань и Лиман, а также шесть других городов и восемьдесят пять деревень. Это крупный центры торговли и культуры среди талышей.
- Астаринский район: общая численность населения района составляет около 82 000 человек, из которых 98 % составляют талыши.
- Лерикский район включает в себя город Лерик и 159 деревень с общей численностью населения 63 300 человек. Из этих населенных пунктов в 145 деревнях 99 % составляют талыши, этнически и лингвистически.
- Масаллинский район: из 110 населённых пунктов 36 селений преимущественно талышские. Значительное количество талышей проживает в преимущественно крупных центрах Аркеван, Борадигях и Масаллы, где они составляют меньшинство.
- Ярдымлинский район: три населённых пункта — Аллар (35 %), Шихусейнли (50 %) и Тилекенд — имеют значительное талышское население. В этих трех деревнях проживает чуть более 2000 человек.
- Билясуварский район: правительственные чиновники показали[как?], что, возможно, 10-15 % жителей являются талышами. За пределами города Билясувар проживает значительное население талышей в деревнях Самадабад, Хирмандали и Аскарабад.
- Джалильабадский район: по словам правительственных чиновников, доля талышского населения составляет 5-10 %[146].
- Нефтечалинский район: нет населённых пунктов, в которых талыши составляют большинство. Однако, начиная с советского периода, большой участок земли к западу от природного заповедника Кызылагач был предназначен для использования жителями Лерика для зимнего выпаса скота. В результате талыши живут в деревнях Лапатин (30 %) и Гараманлы.

Селения, расположенные на границе расселения талышей и азербайджанцев, имеют смешанное население. Также согласно К. Ф. Тиссен большое число талышей проживают в городе Сумгаите, около 80 000 человек. Талыши также встречаются в северо-западных районах Азербайджана.
По данным Талышского культурного центра в Ленкорани, Масаллинский район на 60 % состоит из талышей, в Ленкоранском районе только два села с азербайджанским населением, Астаринский район полностью этнически талышский, а в Лерикском районе только два села тюркские. Также согласно центру, треть населения города Сумгаит являются талышами.

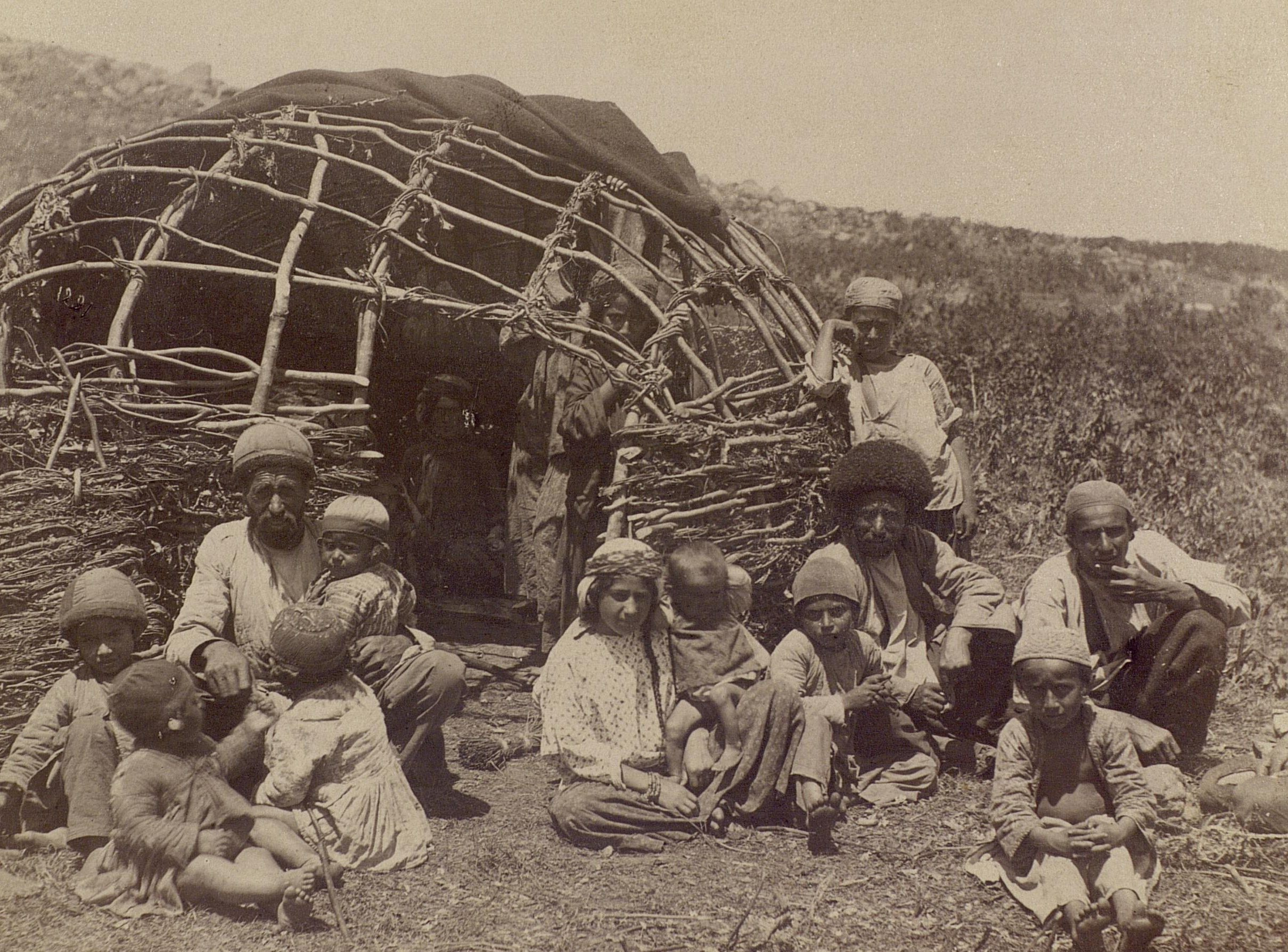
Талыши в Персии у своего жилища на фотографии Антона Севрюгина конца XIX века

В Иране талыши населяют части остана Гилян и часть остана Ардебиль. Они населяют пять шахристанов Гиляна (Керганруд, Асалем, Талеш-Доляб, Шандермин и Масал) и проживают в области Халхал. Талыши проживают также в селениях, расположенных на плоскогорье, вблизи Ардебиля: Амбаран, Кюлеш, Джеид, Делидаш, Кюльтепе, Дохюльтепе, Пилечай и Сарыханлы. В последнем они живут смешано с тюрками, все остальные чисто талышские.
В прошлом талыши проживали на гористой местности Гиляна, однако с течением времени переместились на равнины. Территория, на которой живёт талышский народ, представляет собой относительно узкую полосу, состоящую из двух горных хребтов и долины, простирающейся с севера на юг. Север этой территории очерчивается воображаемой линией, которая пролегает между руслом реки Куры и устьем пограничной реки Балхаруд в Муганской равнине Азербайджана. Юг её связан с западной частью Каспийской равнины и провинцией Ардебиль. Наиболее важными районами, в которых живёт талышское население, являются Моган, Аджаруд, Ленкорань, Астара, Корганруд и др.. Можно назвать некоторые талышские роды: Делагардех, Агаджани, Машаих, Хашбари, Ширази и Будаг, которые проживают в многочисленных деревнях на талышской территории.
Основное занятие талышей — это скотоводство. Талышские земледельцы занимаются выращиванием риса в долинах региона.

## Антропология
Описание внешнего облика талышей встречаются уже в первой половине XIX века. Так, в составленном в 1836 году «Обозрении российских владений за Кавказом» сказано: «Будучи отличной физиогномии и наружного вида, они роста довольного высокого, сложения хорошего; бледные лица их, более или менее смуглые, большею частию продолговаты; верхняя часть головы широкая; глаза большие; брови густые почти соединяются вместе». Следующее описание талышей оставил путешественник, а затем правитель дел Кавказского Отдела Императорского Русского Географического Общества, П. Ф. Рисс:

Жители Астаринскаго Магала большею частію средняго роста и хорошо сложены, очень рѣдко бываютъ дородны; цвѣтъ лица у нихъ смуглый; ихъ типъ напоминаетъ индѣйскій; черты ихъ имѣютъ дикое, но отнюдь не свирѣпое выраженіе. Женщины, сколько я могъ замѣтить, довольно хороши.

Российский натуралист, статистик и этнограф второй половины XIX века Н. К. Зейдлиц оставил следующие наблюдения:

Талышины средняго роста, хорошо сложены. Цвѣтъ лица у нихъ смуглый, выраженіе его дикое, но отнюдь не свирѣпое; оно весьма отличаетъ ихъ отъ татаръ (имеются в виду азербайджанцы — прим.) и персіянъ. Носъ острый, большой, чаще прямой, чѣмъ загнутый;…. Жители бывшаго Астаринскаго магала особенно хорошо сложены, большаго роста и, несмотря на климатъ, съ виду здоровые.

Наиболее подробно антропологический тип талышей был изучен Н. И. Ансеровым. Он заключает, что по своим антропологическим особенностям талыши низменных районов относятся к переднеазиатскому (арменоидному) типу, а в горных районах этот тип смешан с «иранским». В. В. Бунак, в свою очередь, сближает талышей Прикаспийской низменности с «карабахским вариантом» переднеазиатского типа, а талышей космолианского района он относит к «эльбурскому» (или «араксинскому») варианту каспийского типа. Г. Ф. Дебец, наоборот, включает талышей в состав каспийского антропологического типа. По материалам, собранных Р. Д. Муганлинским, можно обнаружить, что талыши по многим признакам лица и по развитию волосяного покрова гораздо ближе стоят к представителям каспийского типа, чем переднеазиатского.

## Язык

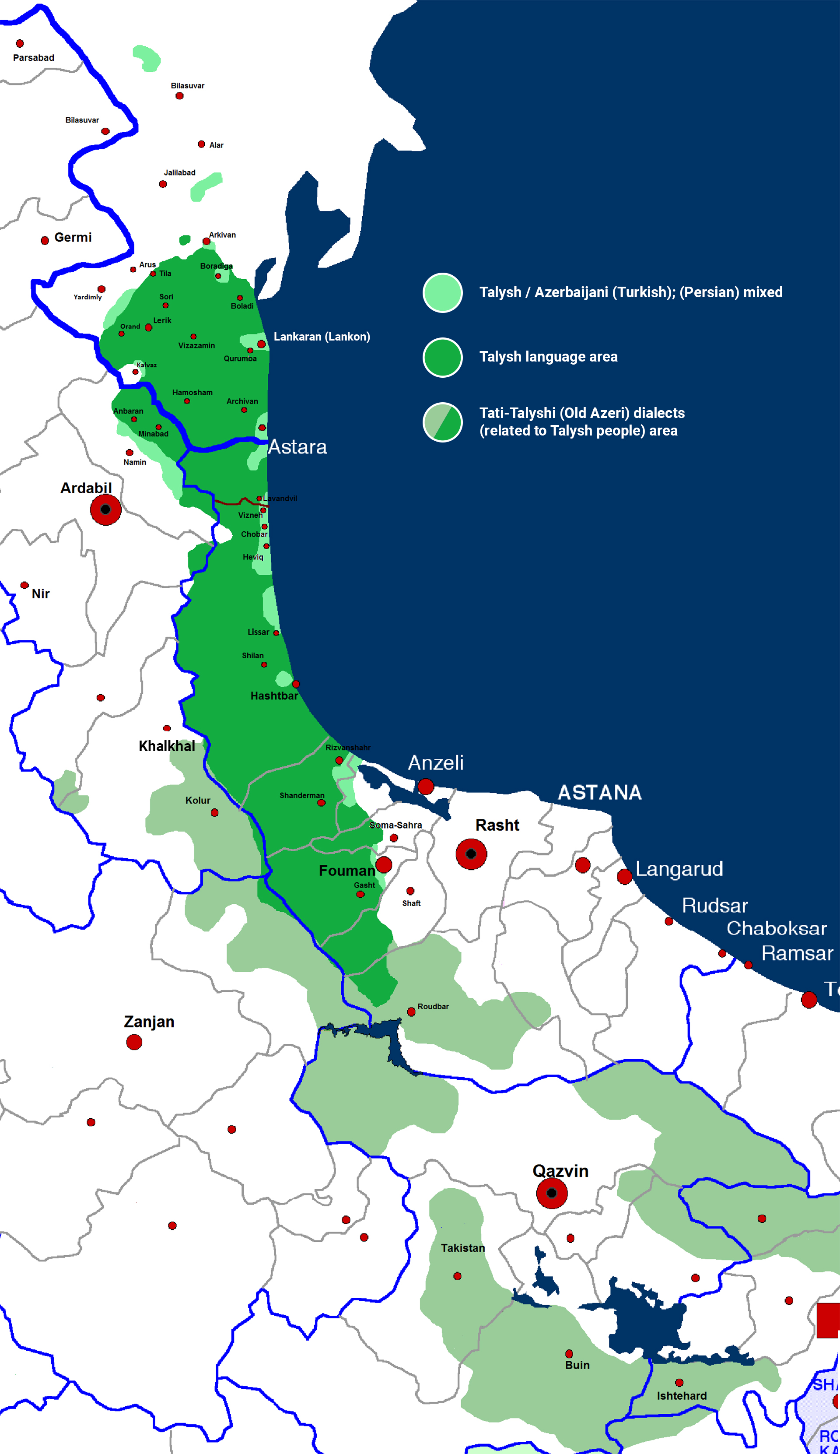
Распространение талышского языка

Диалекты талышского языка

Талышский язык принадлежит к северо-западной группе иранской ветви индоевропейской языковой семьи и является родственным таким языкам как курдский, гилянский и мазандеранский. Он наиболее близок к говорам тати в Иранском Азербайджане и вымершему килитскому языку. Как установил Б. В. Миллер, к талышскому близко ардебильское наречие XIV века, на котором писал свои стихи шейх Сефи ад-Дин, и высказал мысль, что талышский язык вполне может считаться потомком одного из говоров языка азери.
С этой гипотезой согласился и В. Б. Хеннинг.
Более отдалённое родство талышский обнаруживает с гилянским и мазендеранским языками. Ареал талышского языка на севере простирается до посёлка Борадигях, на западе его границей служит приграничный с Ираном Талышский хребет. На юге область распространения талышского языка проходит по территории Ирана и доходит до Прикаспийской низменности, до пункта Кепри-Чал, откуда начинается ареал гилякского языка.
Б. В. Миллер полагал:
Талышский язык хотя и развивался на каком-то, предположительно, кавказском субстрате, но исторически является результатом разложения языка флективного типа, который в новейший исторический период мог подвергнуться влиянию только тюркского языка. Поэтому в его агглютинативном склонении мы не можем видеть системы, "построенной по образцу и подобию современных кавказских языков, картвельской и восточногорской групп", как это принималось для осетинского языка В. И. Абаевым.
Имеет несколько говоров: астаринский, ленкоранский, лерикский и масаллинский, главный из которых — ленкоранский.
Язык иранских талышей ближе всего к ленкоранскому говору; диалекты Хальхаля рассматриваются как переходные от талышского языка к языку/диалекту такестани.
Начало изучению талышского языка было положено в 1842 году работой русского ираниста А. Ходзько «Specimens of the popular poetry of Persia», в которой было опубликовано 15 талышских четверостиший и языковой комментарий к ним. В Справочном энциклопедическом словаре Старчевского, изданном в 1848 году, даётся следующее описание языка:

Талышское наречие — одно из главных шести наречий персидского языка, употребляемое в Талышском ханстве, где, быть может, его родина. По формам своим, как грамматическим, так и лексикографическим, оно чувствительно удаляется от других наречий. Грамматические его формы, за исключением наращения множественного числа у или ун, принадлежащего персидскому языку, самобытны и не происходят ни от пеглеви, ни от другого языка. Оно ставит все притяжательные местоимения впереди имени, и самые местоимения в нём оригинальны.

В середине XIX века в III книге «Записок Кавказского Отдела» был помещён научный труд путешественника Рисса «О талышинцах, их нравах, образе жизни и языке», ставший первым на Кавказе опытом исследования языков иранского корня. Миллер, описывая краткую историю изучения талышского языка, пишет:

Известный академик Дорн, совершая своё научное путешествие по южному Прикаспию в 1860 г. в числе других прикаспийских языков занимался и талышским, во время своего пребывания в Ленкоране. Он добыл довольно значительный лингвистический материал — именно, перевод на талышский язык рассказов некоего муллы Абдуллы, талышские стихотворения муллы Исмаила и русско-талышский словарь, составленный Ибрагим беком; кроме того, по поручению Дорна в Ленкоране некий Козицкий переводил на талышский язык тексты, данные ему Дорном; совместно с Ибрагим беком «из Талыша» Дорн составил основы талышской грамматики.

В лексическом составе талышского языка также имеются азербайджанизмы. Равнинные и предгорные Масаллинский и Ленкоранский районы, сопряжённые с азербайджанским населением, на севере обнаруживают большее по сравнению с югом количество азербайджанских слов в лексиконе.
В 1930-х годах талышский язык обрёл литературный стандарт, что побудило развитие грамотности среди талышей.
В Азербайджанской ССР в области исследования талышского языка ещё в 1930-е гг. была проведена значительная работа. С целью ликвидации неграмотности среди талышей в 1928 году на основе латинской графики был создан алфавит талышского языка. В этот период были открыты школы на талышском языке, а в городе Ленкорань был организован Талышский педагогический техникум. Были написаны учебники для неполного среднего образования до 6 класса талышских школ. К концу 1920-х было налажено книгоиздание на талышском языке на базе бакинского издания «Азернешр», создан талышский театр. Особые заслуги в этом деле принадлежат Зульфугару Ахмедзаде, Музаффару Насирли, Гуламу Алекберову, благодаря деятельности которых в 1930-х годах были изданы азбука, школьные учебники и книги, посвященные талышскому языку. В период 1930—1938 гг. на талышском языке было издано много переводов художественной литературы, талышский язык был исследован и азербайджанскими учеными языковедами.
После пленума ЦК, состоявшегося 6 июня 1937 г. накануне XIII съезда Компартии Азербайджана, где обсуждался вопрос о содержании предстоящего отчета ЦК съезду в числе других был затронут вопрос об очищении азербайджанского языка. Один из участников обсуждения заговорил о необходимости «очищения татского языка». На что Мирджафар Багиров сказал — «Я думаю, пора перейти от татского, курдского, талышского языков к азербайджанскому языку. Наркомпрос должен проявить инициативу, все они азербайджанцы».
После данного пленума было принято решение от отхода обучения на иных языках и перехода на азербайджанский язык, были закрыты школы на талышском языке, прекращены периодические издания, а талышские ученые и общественные деятели (Ахмедзаде З., Насирли М. и др.) подверглись репрессиям. С тех пор талышам предписывалось идентифицировать себя с азербайджанцами.
В 2003 году приказом Министерства образования Азербайджана утверждены учебные программы для 1-4-го классов средней школы по талышскому языку.
Большинство талышей Азербайджана владеют азербайджанским, в Иране — персидским (а также гилянским).
Как и во многих других меньшинствах в Азербайджане, носители талышского языка подвергаются агрессивным попыткам ассимиляции — на талышском нет формального образования, и власти не поощряют чтение и говорение на этом языке. Вместо этого талышам рекомендуется использовать азербайджанский или персидский в формальных ситуациях. Таким образом, число молодых людей, получающих образование в Талышах, сокращается, поскольку язык в настоящее время классифицируется ЮНЕСКО, как «уязвимый». Это представляет серьёзную угрозу для культурной целостности талышей, и поэтому одной из ключевых целей Талышского национального движения является большая языковая свобода.

## Религия и самобытные верования
В Талыше, так же как и во всем Азербайджане, в далеком прошлом было распространено язычество, зороастризм, наблюдалось незначительное проникновение христианства несторианского толка и, наконец был принят всем населением ислам, как суннитского, так и шиитского толка. Христианство пришло в Дейлам(территория нынешнего Талыша и Гиляна) довольно рано; в 554 году здесь была епархия Амола и Гилана (Шабо, стр. 109, 366). Религия, очевидно, долгое время сохранялась в этих недоступных регионах: Несторианский патриарх Тимофей I (780—823) возвел и Гилан, и Дейлам в статус метрополии (Томас из Марги, I, стр. 252-53; II, стр. 467-68), хотя, как следует из письма патриарха, этот отдельный статус был ограничен 795-98 годами (ср. Браун). На самом деле эти договоренности не были стабильными; примерно в 893 году Илия, митрополит Дамаска, упоминал только Мидию (= Рей) в качестве метрополии, и списки, составленные Эбн Ад-Тайибом (ум. 1043) и Абдишо, митрополитом Нисибиса (ум. 1318), о них ничего не говорят (Sachau, стр. 21 и далее).). Метрополия Дейлам, однако, вновь появляется в списках несторианских патриархов, составленных историками начала XIV века Амром б. Матта и чуть ранее Салибхой б. Юданной (Марис Амри и Слибаэ, стр. 126, 132). Похоже, что остатки христианства должны были сохраниться до того времени. В исламский период: Мало что известно о религии дейламитов в этот период. Возможно, среди них было несколько христиан и зороастрийцев, но основная масса была язычниками. Согласно Бируни (Адар аль-бака, стр. 224), дейламиты и гилиты жили по правилу, установленному мифическим Афридуном, согласно которому мужчины были абсолютными хозяевами в своих семьях.
Именно среди дейламитов и предков талышей к IX в. сохранилось четкое стремление к сохранению зороастризма как альтернативы, позволяющей противостоять волне мусульманизации, а в этническом отношении — арабизации. В то время как зороастризм явно пришёл в упадок, христианство долгое время было жизненно важным и процветающим, о чём свидетельствуют частые упоминания епископов Азербайджана в сирийских источниках и очевидное присутствие монашеских учреждений и отшельников; в «соглашении» ахда между прибывающими арабами и народом Азербайджана (см. Ниже) упоминается исключение из уплаты джезьи или подушного налога, среди прочего, «благочестивого преданного и отшельника, у которого нет имущества». (Табари, I, стр. 2662). После этого христианство в Азербайджане пришло в упадок вплоть до полного исчезновения, за исключением рудиментарных несторианских или ассирийско-христианских неосирийскоязычных общин региона озера Урмия, которые сохранились до сегодняшнего дня.
В настоящее время большинство талышей исповедуют ислам шиитского толка, однако талыши южного (иранского) Талыша (Талышистана), в отличие от северной (азербайджанской) части, как правило являются мусульманами-сунниты, последователями ордена Накшбандия. Талыши горных районов Талыша обычно мусульмане-сунниты, тогда как талыши низменностей в основном шииты.

По данным на 1886 год 94 % талышей Ленкоранского уезда являлись шиитами, остальные 6 % — суннитами. Русский востоковед Василий Никитин после поездки в Талыш в 1921 году писал:
«Две трети Талыша придерживаются исламской веры суннитского течения шафиитского обряда, и одна треть — шииты. Большинство шиитов являются переселенцами из Турции и Азербайджана, и все талышские ханы, за исключением одного в Талыш-Дулабе, являются шиитами — „иснаашаритами“. Шиитские улемы называются „молла“ или „ахунд“. Они проходят обучение в святых местах в Тегеране и Реште. Что до суннитских улемов, то они называются „эфенди“. Они получают религиозное образование в турецком и иранском Курдистане, и некоторые — в Дагестане. Сунниты намного более фанатичны в религиозных убеждениях, чем шииты».
По сведениям Б. В. Миллера, в Азербайджанской ССР большая часть талышей являлись шиитами, но в южной части Ленкоранского уезда было известно 25 селений с суннитским населением. В Иране, значительная группа суннитов была представлена в шести селениях Ардебильского района, ещё одно селение — Пилечай, смешанное (сунниты и шииты); в районе города Намин сельское населения — сунниты, в самом же городе — шииты.
В 1980 году Духовное управление мусульман Закавказья (позднее Управление мусульман Кавказа) возглавил этнический талыш шейх-уль-ислам Аллахшукюр Пашазаде. Согласно исследовательнице Хеме Котече, «значительная часть мулл, практикующих официально санкционированный ислам через духовный совет, назначается из этого [Талышского] региона».
Также талыши сохраняют некоторые свои местные традиционные верования. В частности, среди них распространено почитание деревьев и лесов. Так, например, дуб в селе Машхан считается особенно священным среди талышей, которые прибывают из отдалённых мест чтобы его увидеть. Сакральные дубы есть также в сёлах Рази и Пмади. Такие почитаемые дубы украшаются красными тканями. Одним из персонажей талышских народных поверий является большегрудое женское чудовище Алажен, которая нападает на новорожденных младенцев и рожениц.

## Быт и культура

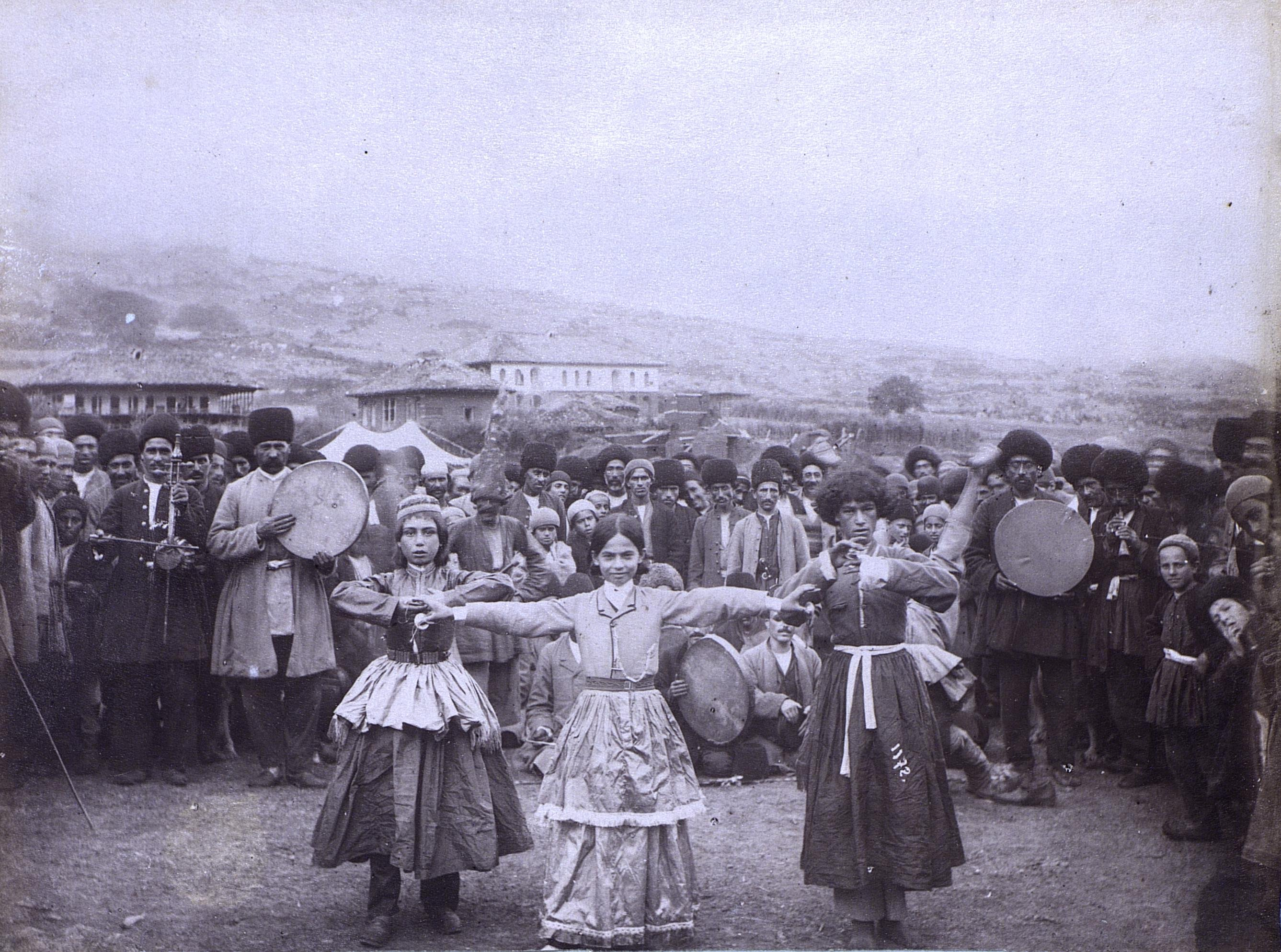
Сцена танцев среди иранских талышей, начало XX в.

Долгожитель Ширали Муслимов, предположительно проживший 168 лет, со своим внуком Эльханом

Культура и быт талышей очень близки с азербайджанским.
Свадебные, родильные и погребальные обряды талышей напоминают не только обычаи азербайджанцев, но и гиляков и галешей.
У талышей в XIX веке ряд обрядов во время свадьбы были призваны обеспечить жилищу достаток и изобилие. В частности, при вступлении невесты в дом жениха её обсыпали деньгами и рисом, а на пороге у её ног резали барана, причём его голову раскидывали в одну стороны, а туловище — в другую, так, чтобы невеста, вступая в дом, прошла между ними. На дверном косяке невеста оставляла отпечаток своей руки, вымазанной мёдом, чтобы жизнь в новом доме была счастливой и обильной. Талыши-шииты исполняли все религиозные обряды на азербайджанском языке. На рубеже XIX—XX веков среди талышей, как и ещё у нескольких народов, имели место браки между взрослыми девицами и малолетними мальчиками, но аргументировались они экономическими интересами, выгодой получения дополнительной рабочей силы в хозяйстве.
Кроме того, согласно С. Серову:
«На поле работали всей семьёй, но наибольшая нагрузка ложилась всё же на женщину: высадка рассады, неоднократная прополка. Недаром в одной талышской песне даётся совет отдавать девушку не за талыша, а лучше за кочевника, который, как считалось, не утруждает женщин работой».

Вплоть до XX века среди талышей имелись племенные группы, сохранившие полукочевой образ жизни:
«В суннитской части Астаринского района, близ селения Сарах, я встретил представителей т.наз. „чарожей“. Они оказались тоже талышами, но суннитами, выходцами из персидского Талышдолаба, такими же кочевниками, как дережи; кышлаки их находятся в Тенгерудском районе, а яйлаки в горах выше Торади. По-тюркски они совсем не понимали»
Раньше талыши, живущие в горных районах, жили в домах с плоскими крышами, построенных из камня. Талыши прибрежных районов жили в глинобитных домах с крышами из тростника и осоки. Наиболее распространённый традиционный тип жилища — срубный дом без фундамента (анджинака), стены которого внутри и снаружи обмазаны глиной. Отапливалось открытым очагом без дымохода (гара бухары) или камином (бухары); в XX веке распространилась железная печь. Во дворе устраивали сезонное жилище, высоко поднятое на кирпичных или деревянных столбах (лам), — место отдыха и ночлега семьи с мая по октябрь. В традиционном талышском доме двери очень высокие, до потолка, чтобы через них мог выходить дым от очага. Во времена СССР распространение получили двухэтажные дома, с низкими потолками на первом этаже (в Советском Союзе двухэтажные дома считались роскошью, поэтому талыши выдавали первый этаж за подвал).

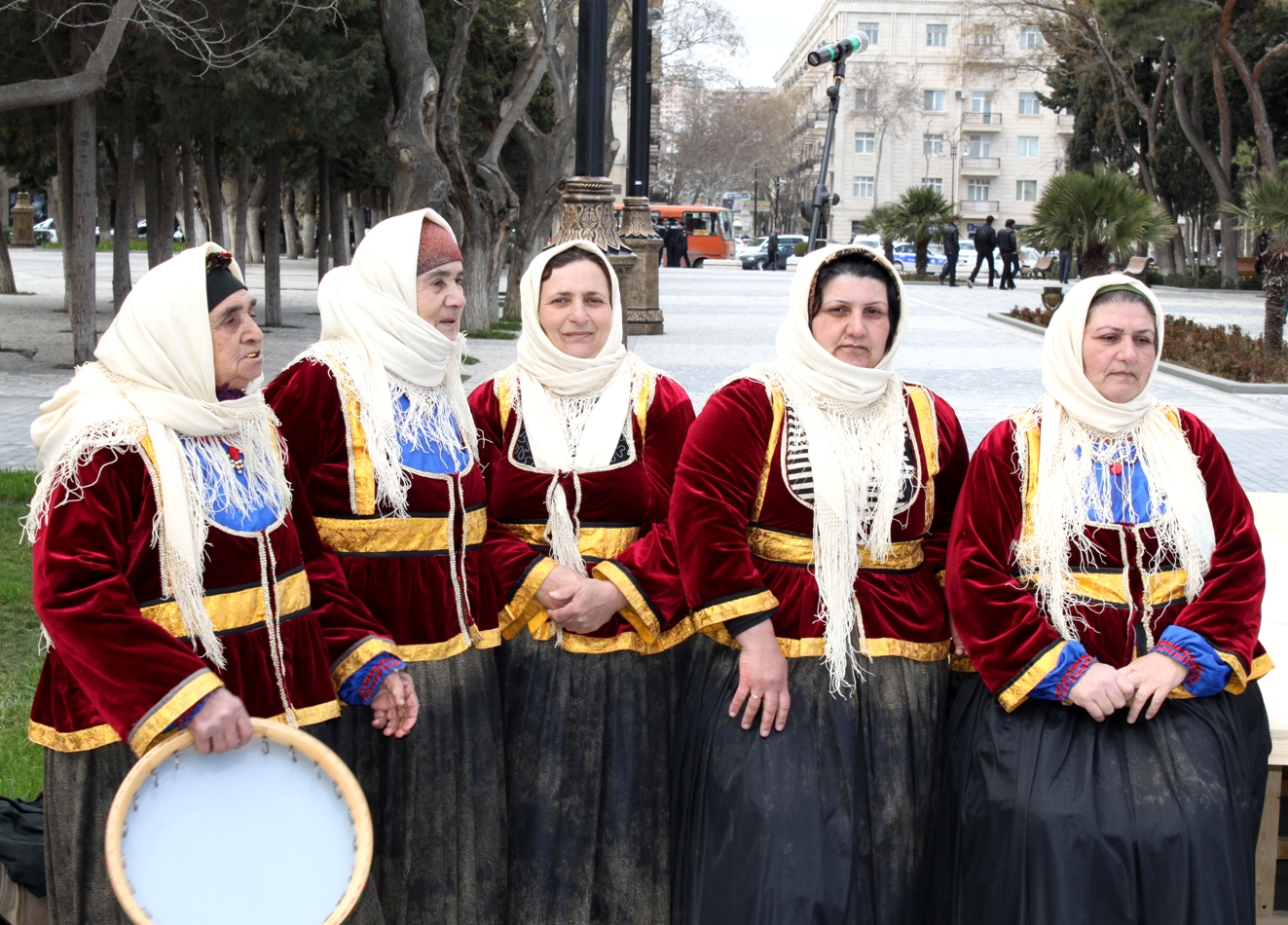
Талышки-участницы фольклорного ансамбля «Бабушки» из Азербайджана в национальных костюмах, 2010 год

Традиционный костюм (как мужской, так и женский) живущих в Азербайджане талышей сходен с национальным костюмом азербайджанцев.
Мужчины носили рубаху, штаны, архалыг, папаху или войлочную шапку; женщины — рубаху, широкие длинные штаны, широкие сборчатые юбки, архалыг, головные платки. На ногах носили шерстяные носки, кожаную обувь. В пищу вместо хлеба употребляли круто сваренный рис. Для традиционного быта характерны патриархальные институты (взаимопомощь, кровная месть, гостеприимство). Фольклор в основном азербайджанский[прояснить], сохраняются талышские свадебные и трудовые песни.
В Иране талышские женщины одеваются консервативно в исламскую одежду, которая полностью закрывает лицо и тело. В Азербайджане талышские женщины одеваются в западном стиле. Обычно талышские женщины вступают в брак в молодом возрасте, причём семья невесты обязана заплатить кебин (выкуп невесты), который включает в себя ковры и предметы для дома.
В начале 1930-х годов делались попытки ввести талышский язык в начальных школах, в Баку были изданы книги на талышском языке, а в газете «Красный Талыш» помимо азербайджанского языка, публиковались статьи и на талышском.
В ноябре 1990 года при Азербайджанском фонде культуры был создан Республиканский центр талышской культуры, который призван способствовать исследованию, развитию и возрождению истории, самобытной культуры, традиций и обычаев талышей. С 1964 года работает фольклорный коллектив Авасор, собирающий талышские и азербайджанские народные песни и танцы. Существует фольклорный ансамбль Бабушки из селения Сепаради Ленкоранского района, исполняющие народные песни и баяты на азербайджанском и талышском языках.
С 1992 по 2011 год в Азербайджане периодически издавалась газета «Толыши садо» (Голос Талыша), газета издавалась на собственные средства редакторов газеты, но после смерти в азербайджанской тюрьме главного редактора Новрузали Мамедова не издаётся.
В Иране единственным печатным органом на талышском языке является журнал «Mahnameye Talesh».

## Символика

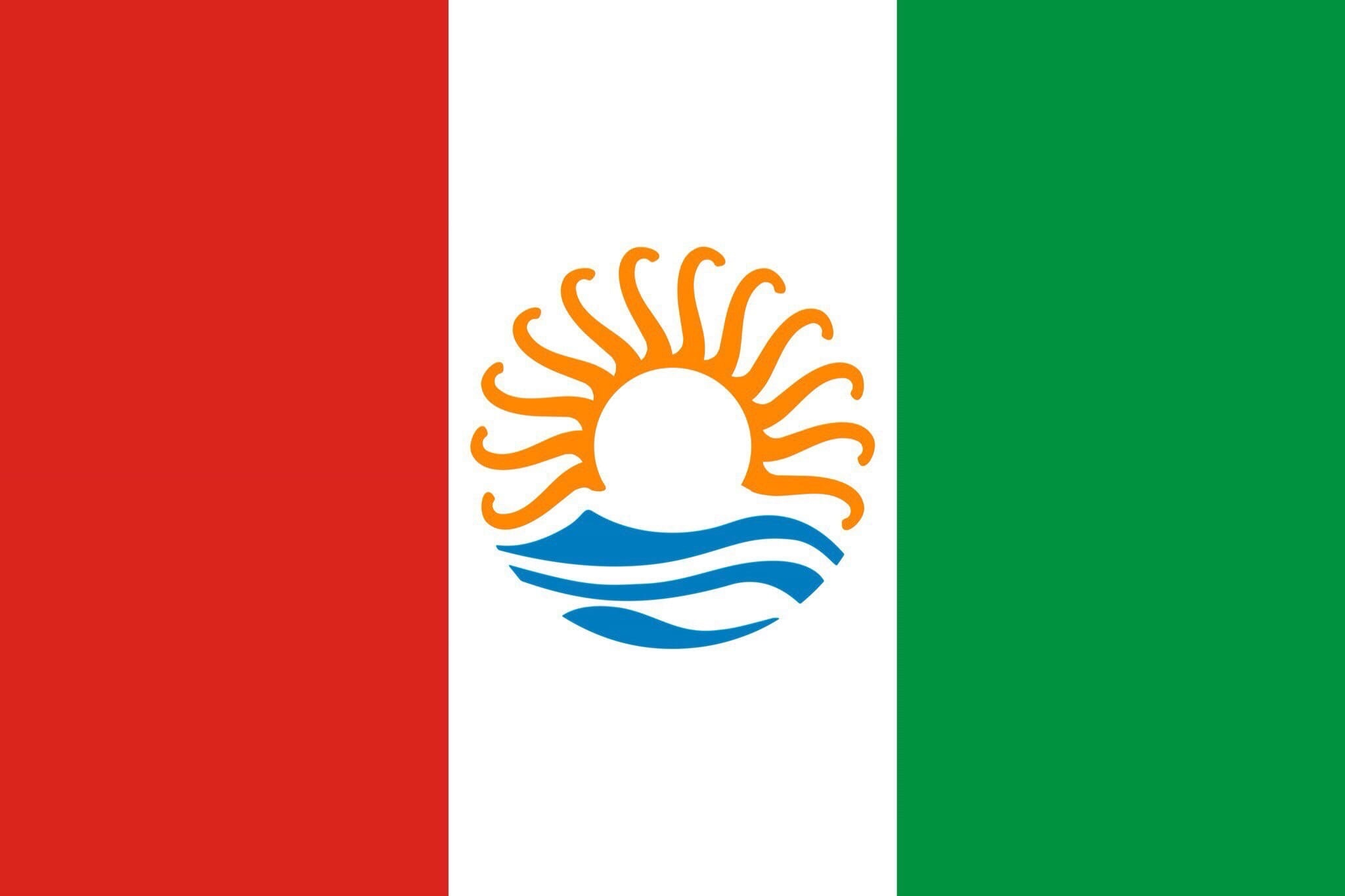
Флаг Талыш-Муганской Автономной Республики / Талышский национальный флаг
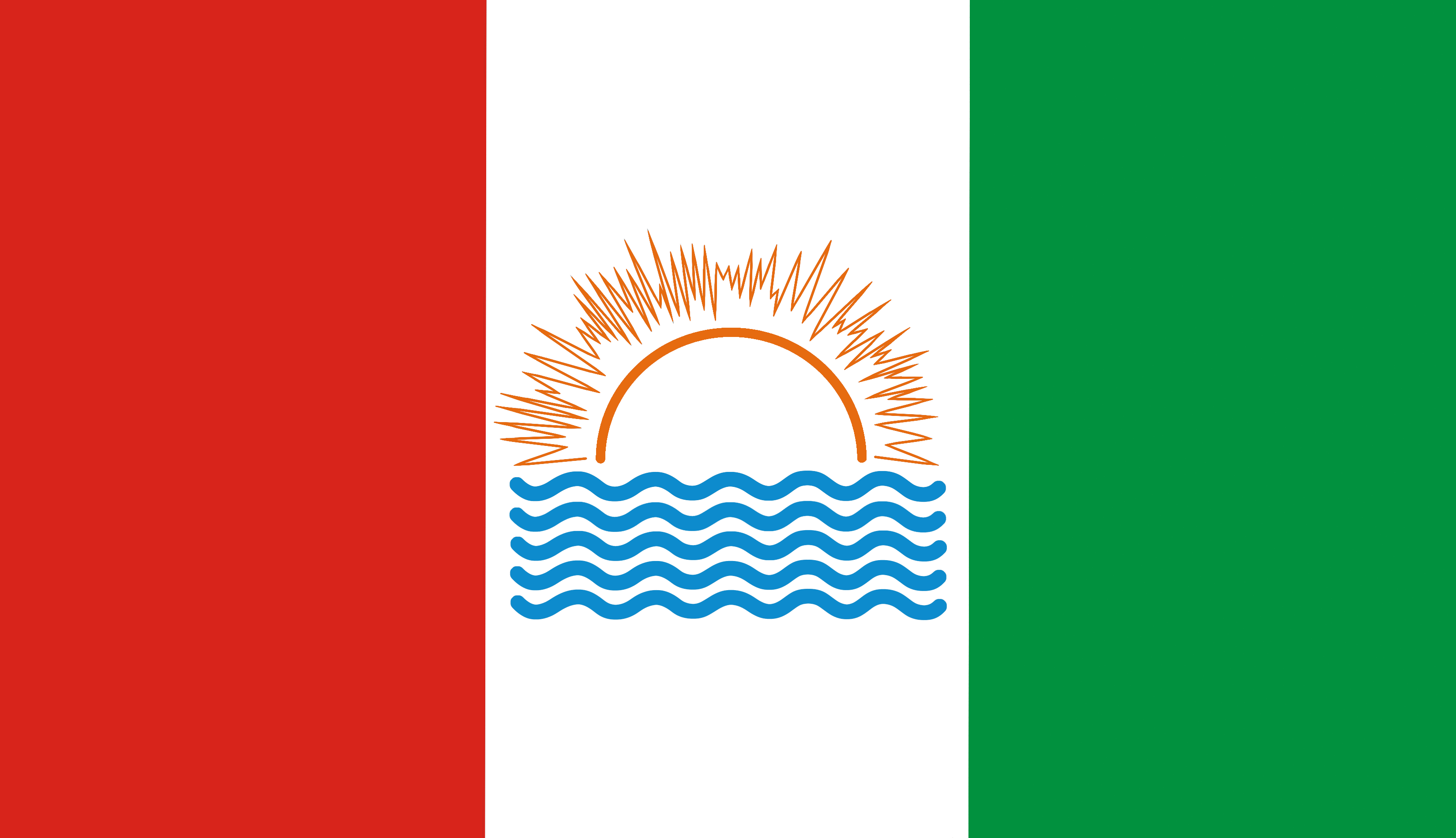
Флаг «Талышского национального движения»
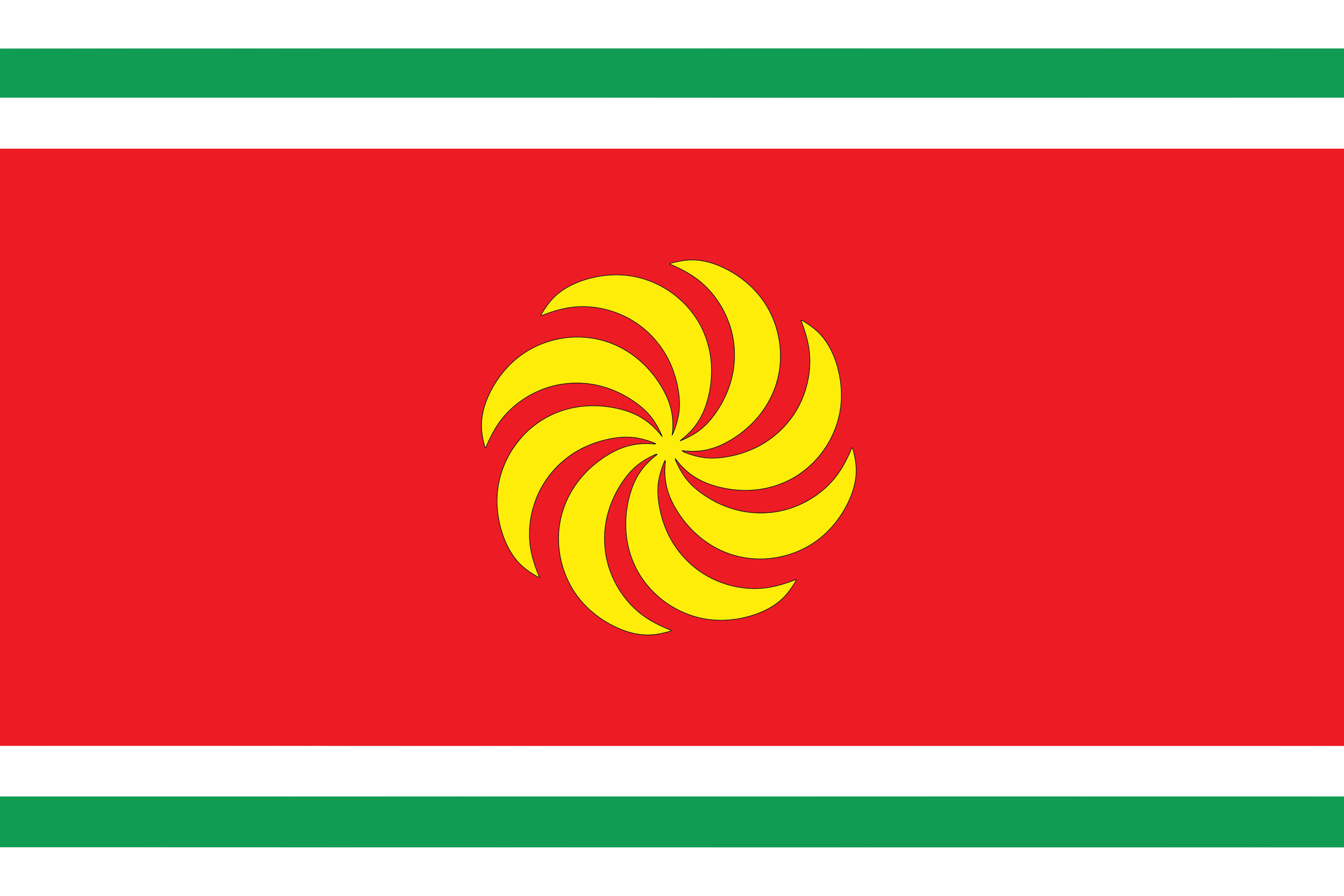
Флаг «Союза талышской молодёжи»

Известны несколько флагов, используемых талышскими активистами:
- флаг непризнанной Талыш-Муганской Автономной республики имеет паниранские цвета — красный, белый и зелёный[104][197][198], используемые на флагах большинства иранских государств и народов. Их использование символизирует общее начало ираноязычных народов. Ныне считается национальным флагом талышского народа[197], также используется РОО «Талышское возрождение» и Талышской национально-культурной автономией г. Москвы[199].
- флаг Талышского национального движения, созданный сторонниками Аликрама Гумматова: с тремя вертикальными полосами (красная, белая и зелёная), с изображёнными в центре голубыми волнистыми линиями и поднимающимся над ними солнцем (количество линий и дизайн солнца могут варьироваться)[198]; Талышское национальное движение (ТНД) было создано в Нидерландах, где часть талышского руководства живёт в изгнании. Многие из его членов ранее участвовали в формировании Талыш-Муганской Автономной республики в 1993 году, в том числе член правления Аликрам Гумматов. ТНД вступило в Организацию наций и народов, не имеющих представительства (UNPO) 26 июня 2005 года, прекращало членство 1 марта 2008 г., и вновь было принято 28 июня 2014 года[200].
- Флаг организации «Союз талышской молодежи» — это красный, с золотым солнечным колесом (хаштпар) посредине и горизонтальными белыми полосами вдоль верхней и нижней кромки, с зелёными просветами посреди каждой из двух белых полос[197][201].